# パーダーボルン

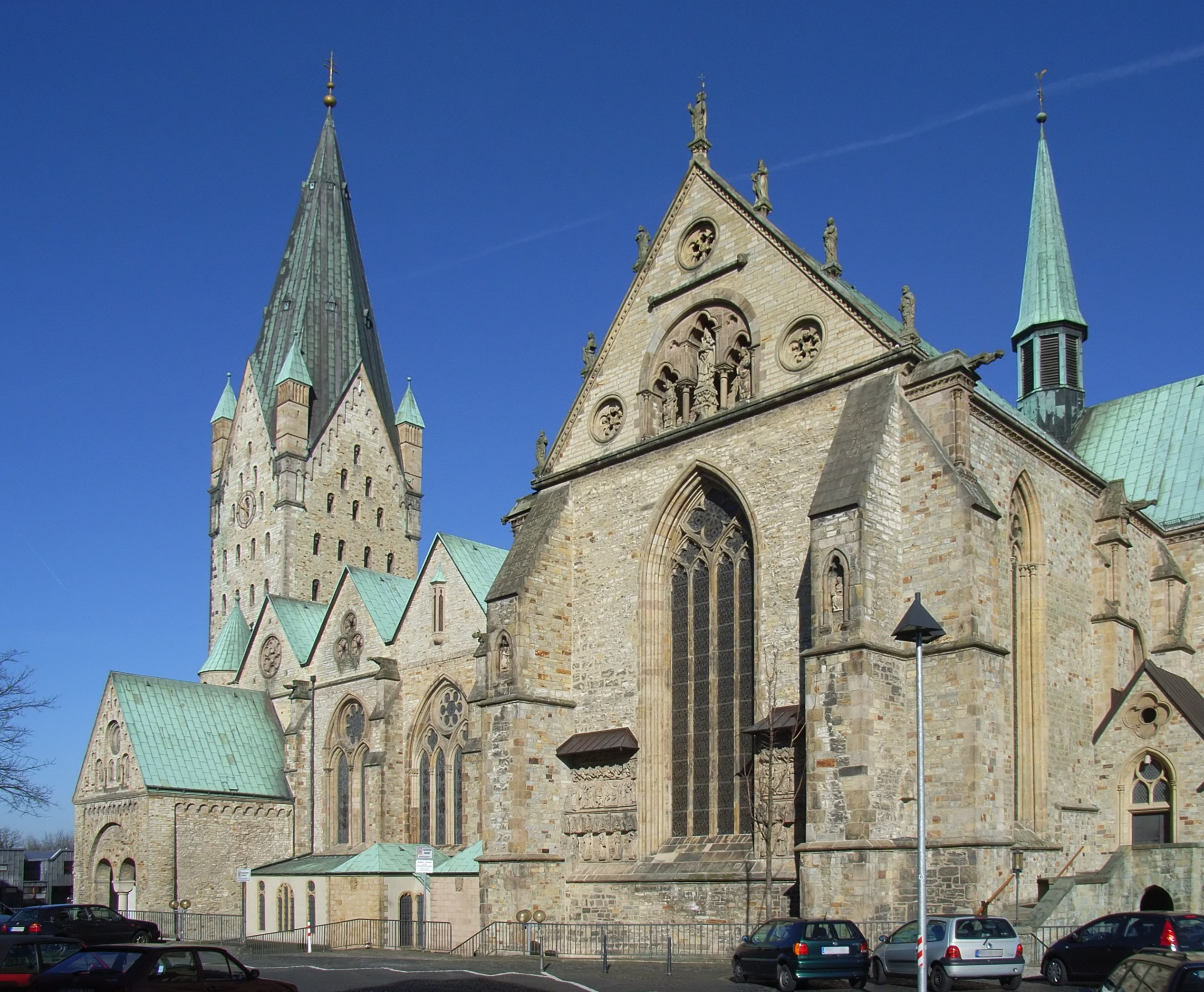
パーダーボルン大聖堂

パーダーボルン (ドイツ語: Paderborn, ドイツ語発音: [paːdɐˈbɔrn] ( 音声ファイル)、古いパーダーボルン方言では Paterboärn、現在のパーダーボルン周辺の方言では Pad(d)aboan) は、ドイツ連邦共和国ノルトライン＝ヴェストファーレン州デトモルト行政管区のパーダーボルン郡に属す市である。人口 145,000人を超える同州東部の大都市である。本市は、パーダーボルン郡の郡庁所在地であり、また、旧パーダーボルン司教領地域の上級中心地であり中心都市である。さらにパーダーボルンはオストヴェストファーレン＝リッペ南部の最大都市でもある。パーダーボルン (Paderborn) という名称は、本市を流れるパーダー川 (Pader) と水源を意味する古語 Born とが結合したものである。
パーダーボルンには、早くも1614年にヴェストファーレン大学が設立された。現在この大学は独立した神学部となっている。新しい大学は1972年に創設された。この街には9世紀初めからパーダーボルン司教区の本部がある。この司教区は1930年に大司教区に昇格した。1802年/1803年までパーダーボルン司教領の首都でもあった。ノルトライン＝ヴェストファーレン州の地域再編に伴って制定されたザウアーラント/パーダーボルン法に基づいて、1975年に周辺町村を合併して現在の市域を獲得し、人口10万人を超える大都市となった。

## 地理

### 位置
パーダーボルンは、ヴェストファーレン盆地の南東角に位置する。ここから南と東に向かってパーダーボルン高地へ上る勾配の麓にあたる。市の東側には、トイトブルクの森/エッゲ山地自然公園の一部であるエッゲ山地がそびえる。市は、パーダー川水源地域に位置している。ここには約 200のカルスト水源からの湧水で形成された池がいくつかある。ここは初期の入植者にとって魅力的な場所であり、奇蹟の地あるいは聖域として崇拝されていた。現在その傍らに大聖堂が建てられている。パーダー川は長さ 4 km の極めて短い川である。この川は、パーダーボルンのシュロス・ノイハウス市区でリッペ川に合流する。同じ地点でアルメ川もリッペ川に合流している。多くの小川がパーダーボルン周辺を潤しており、市内には数多くの湖が存在する。市内の最高地点はノイエンベーケン地区の海抜 347 m の地点 (北緯51度44分10.2秒 東経08度53分31.1秒 / 北緯51.736167度 東経8.891972度)、最低地点はザンデの 94 m の地点 (北緯51度45分23.9秒 東経08度38分38.4秒 / 北緯51.756639度 東経8.644000度) である。

### 地質学
市域の地盤は、主に白亜紀後期の泥灰岩・石灰岩で構成されている。これはほとんど妨げられることなく西のヴェストファーレン盆地に向かって下っており、エムシャー＝メルゲルの比較的新しい粘土質な泥灰岩で覆われている。この岩は、デボン紀および石炭紀の褶曲した地層の上に載っている。パーダーボルン西部の低地では、ほとんど砂状の第四紀の礫が白亜紀の地層を覆っている。これはモレーンなどの氷期の堆積物や、リッペ川、アルメ川、パーダー川といった河川の堆積物からなる。
市域の最も表層に近い帯水層は、ゼンネの砂や、リッペ川、パーダー川、アルメ川の川砂および礫で形成されている。場所によってはこうした地下水を家庭用の水源として利用している。砂の下にある中生代の岩盤は格好の帯水層となっているが、これは汚染されたカルスト帯水層である。市域北部は水透過性の低いエムシャー＝メルゲルに覆われている。このメルゲル（泥灰岩層）の下には南から流れてきたカルスト地下水が貯まっている。この水は、内市街のリーメーケとマリエンローとを結ぶライン上の数多くの水源から地上に湧出する。たとえばパーダー川も 200以上のこうした水源の 1つとして湧出している。このカルスト地下水は飲料水源としての品質を供えており、ボーカー・ハイデからの多孔質の土壌を通った地下水と混合され、中核市街や各市区に供給するためにヂーベスヴェーク浄水場で浄化される。市域南部には、アーバッハ堰堤から飲料水が供給されている。ベンハウゼンとノイエンベーケンには、白亜紀前期からムシェルカルク統前期の地層から採取され、アルテンベーケン＝ホッセングルント浄水場で浄化された飲料水が供給されている。
パーダーボルンには、白亜紀後期の泥灰岩・石灰岩を採掘する主要セメント業者がある。第四紀の砂や小さな礫はバラ石や建設用土砂として、あるいは石灰砂岩製造に用いられる。レンガの原料としては、やはり第四紀の粘土やシルトが利用される。

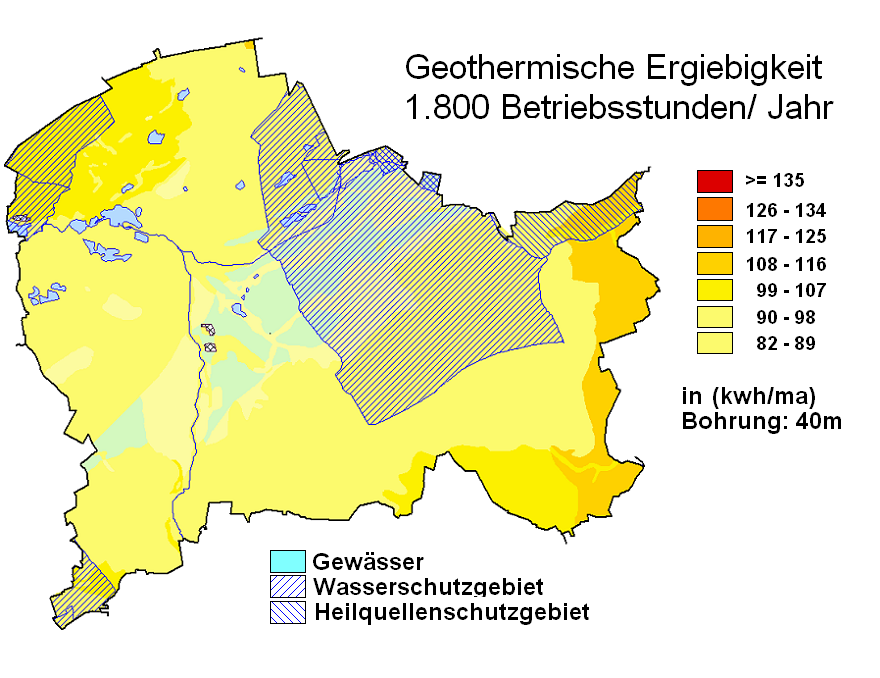
パーダーボルン市の地熱分布図

パーダーボルン高地が市域の南部を占めている。ここは白亜紀後期の泥灰岩・石灰岩の上に、粘土質のロームからなる栄養分に富んだ褐色土が約 50 cm の厚さに重なっている。局所的にあった氷河時代の黄土の堆積は、中世の開墾の結果、ドライバレー（川の浸食以外の原因によって形成された谷）の崩積土となっている。市域の西部は主に酸性の栄養分に乏しいポドゾルである。その下層の土壌は一部に沼鉄鉱を含んでいる。溝、谷、低地では堆積物に地下水が満ちている。こうして形成されたグレイゾルは牧草地などの緑地として利用されている。アルメ川やリッペ川の幅広い谷はおもにアウエンベーデン（直訳すると「川辺の土壌」）で覆われている。
パーダーボルンの地熱ゾンデによる地熱源やヒートポンプによる地熱採取に関する適性は場所によって大きく異なっている。市域の広い部分は「中程度」であるが、エルゼン/ヴェーヴァー近郊のシュロス・ノイハウスとマリエンローとを結ぶライン上は「不適」である。市域東部、エッゲ山地方面の登り勾配開始とともに熱利用適性は好転する（右図参照）。

### 市域の広がりと土地利用
「クライネ・グロースシュタット」（直訳すると「小さな大都市」）に分類されるこの都市の面積は 179.60 km2 である。市域の多くは、約 61.1 % を占める森林や農地と、約 30.6 % を占める住宅地および交通用地である。南北の最大幅は約 16.4 km、東西のそれは約 17.7 km である。
| 用途別面積 | 農業用地 | 森林   | 住宅地、空き地 産業用地 | 交通用地 | 水域  | スポーツ用地 緑地 | その他の用途 |
| ---------- | -------- | ------ | ----------------------- | -------- | ----- | ----------------- | ------------ |
| 面積 (km2) | 80.27    | 29.38  | 37.16                   | 17.71    | 5.04  | 7.88              | 2.16         |
| 占有率     | 44.7 %   | 16.4 % | 20.7 %                  | 9.9 %    | 2.8 % | 4.4 %             | 1.2 %        |

### 隣接する市町村
パーダーボルンには、北から時計回りに以下の市町村が隣接している: ヘーフェルホーフ、バート・リップシュプリンゲ、アルテンベーケン、リヒテナウ、ボルヒェン、ザルツコッテン、デルブリュック（いずれもパーダーボルン郡）。最寄りの大都市は、ビーレフェルト、ゲッティンゲン、カッセル、ハムである。

### 市の構成

#### 都市管区
基本条例第3条によれば、本市は、パーダーボルン＝ベンハウゼン、パーダーボルン＝ダール、パーダーボルン＝エルゼン、パーダーボルン＝マリエンロー、パーダーボルン＝ノイエンベーケン、パーダーボルン＝シュロス・ノイハウス/ザンデ、パーダーボルン＝ヴェーヴァーの7つの管区 (Stadtbezirk) に分けられる。シュロス・ノイハウス/ザンデ管区とエルゼン管区では、市議会議員から住民選挙により管区委員会が選出される。これ以外の管区では市議会が管区代表を選出する。さらにシュロス・ノイハウス/ザンデ管区とエルゼン管区には、それぞれ管区運営組織が設けられている。管区委員会と管区代表は、議会において各市区の立場を代表しており、進行中の行政課題の中止動議を提案することもできる。基本条例によれば、どの管区もパーダーボルンの「中核市区」ではない。中核市区は管区に属さない地域であり、1969年以前の市域に相当する。

#### 市区
基本条例第4条は、ベンハウゼン、ダール、エルゼン、マリエンロー、ノイエンベーケン、シュロス・ノイハウス、ザンデ、ヴェーヴァーと市区 (Stadtteil) を定義しているが、市の行政上重要性はなく、一つの管区に含まれているシュロス・ノイハウスとザンデをそれぞれに分けたに過ぎない。基本条例によれば、どの管区もパーダーボルンの「中核市区」ではない。中核市区は管区に属さない地域であり、1969年以前の市域に相当する。マリエンローとヴェーヴァーは、1969年以前は独立した町村であった。それ以外の市区は、1974年まで独立した町村であった。以下の表に市区別の人口を示す。
| 地区名               | 地区名         | 人口（人） | パーダーボルン市の管区・市区 |
| -------------------- | -------------- | ---------- | ---------------------------- |
| シュロス・ノイハウス | Schloß Neuhaus | 25,778     | パーダーボルン市の管区・市区 |
| ゼンネラーガー       | Sennelager     |            | パーダーボルン市の管区・市区 |
| エルゼン             | Elsen          | 16,195     | パーダーボルン市の管区・市区 |
| ヴェーヴァー         | Wewer          | 7,125      | パーダーボルン市の管区・市区 |
| ザンデ               | Sande          | 5,886      | パーダーボルン市の管区・市区 |
| マリエンロー         | Marienloh      | 3,009      | パーダーボルン市の管区・市区 |
| ダール               | Dahl           | 2,784      | パーダーボルン市の管区・市区 |
| ノイエンベーケン     | Neuenbeken     | 2,363      | パーダーボルン市の管区・市区 |
| ベンハウゼン         | Benhausen      | 2,267      | パーダーボルン市の管区・市区 |
| 合計                 | 合計           | 65,407     | パーダーボルン市の管区・市区 |

1. ↑  2015年7月31日現在（副次的居住者を除く）[10]
2. ↑  非公式の市区で、一部はシュロス・ノイハウス、一部はザンデに属す。

中核市区には 82,310人が住んでいる（全人口の 55.7 %）。パーダーボルンを主たる居住地とする人口は147,717人である（2015年7月31日現在）。

#### その他の地域構成
基本条例に基づく公的な区分の他に、政治的な意味がなく、多くの場合は明確な境界もないまま固有の名称が与えられた地域区分がある。これらは地域的なアイデンティティに刷り込まれている: インネンシュタット（内市街）、タレ、シュタットハイデ、アウフ・デム・デーレン、カウケンベルク、アウフ・デア・リート、ゴルトグルント、ジュートシュタット、リーメーケフィーアテル、ヴィルヘルムスヘーエ、リヒテンフェルデ、アン・デン・フィッシュタイヒェン、ベルリナー・リング、エルゼン・バーンホーフ、ゲッセルン、ネストハウゼン、ゼンネラーガー、マストブーフ。

## 歴史

### 先史時代および古代
パーダーボルン地方のいくつかの入植地跡は、旧石器時代末、氷期の終焉に伴う氷河の後退期にまで遡る。中石器時代の野営地からの多くの出土品、大規模な土塁、新石器時代の箱形石棺墓の他に、青銅器時代の墳丘墓や遅くともローマ時代以前の鉄器時代の居住地跡が出土している。ローマ時代には、パーダーボルンは西ゲルマン人の入植地域に属しており、何世紀にもわたって様々な部族が支配した。ローマ軍のアンレッペン基地が西に数 kmの場所にあった。この基地は、紀元後4年に建設され、トイトブルクの戦いの敗戦の結果、わずか数年で放棄された。この基地があった時代にはマルサー族とケルスカー族が支配していた。両部族はともにトイトブルクの戦いに参加した。この基地がリッペ川に沿った最も東のローマ軍基地であった可能性は低く、この他にまだ発見されていない基地がパーダーボルン周辺のリッペ川やパーダー川の水源地域（すなわちアンレッペン基地の東）に埋もれているはずだという仮説が何度も唱えられている。
市の西部、現在の市中心部とヴェーヴァー市区との間にあるバルホルナー・フェルト、アルメ川沿いのヘルヴェークとフラランクフルター・ヴェーク（ヴィア・レギア）との交差点に中世の大規模な手工業者集落バルホルンが、少なくともキリスト生誕の頃までは存在していた。300年から600年の民族移動時代に、わずかな例外を除いて、集落の継続性は断ち切られ、パーダーボルン地域のゲルマン人入植地のいくつかは廃村となった。

### 中世初期
7世紀に北から侵入したザクセン人がパーダーボルンを含む広い地域にアングリファーリアー支配地域を樹立した。この西部がヴェストファーレン、東部がオストファーレンの起源となった。772年にヴォルムスのフランク王国の議会でザクセン戦争の開戦が決議された。カール大帝はヴィア・レギアを通って南からアングリファーリアー地域を征服した。776年（年代については議論の余地がある）、異教徒のザクセン人を武力で征服した後カール大帝はパーダーボルンに滞在した。彼はザクセン人をキリスト教化するために、パーダー川の水源の畔に王宮と城（カールスブルク）を建設した。777年、カール大帝の下で、パーダーボルンで最初の王国議会と教会会議が開催された。同時にパーダー川水源沿いの集落に初めて公式な名称がつけられた (patris brunna)。その後、少なくとも780年、782年、783年、785年、799年にもパーダーボルンでカール大帝による王国集会が行われている。長い戦闘、度重なるザクセン人の反乱、パーダーボルンの南にあたるジントフェルトでの決定的な戦いの後、この都市は794年にフランク王国に属すこととなった。799年、反乱前にローマから逃亡してきた教皇レオ3世は救援を求め、カール大帝とパーダーボルンの王宮で面会した。800年にローマを奪回した対価は、カールの皇帝戴冠であった。さらにパーダーボルン司教区が創設された。この司教区から現在の大司教区が成立した。建設が始まっていた現在のパーダーボルン大聖堂の前身にあたる最初の教会も同じく799年に落成した。806年に叙任された初代パーダーボルン司教は、もともとフランク族の人質となっていたザクセン人のハトゥマールであった。彼は（大聖堂の前身にあたる）教会を拡大し、その周辺の集落を壁で囲った防衛施設内を司教座管轄地域とした。
ルートヴィヒ敬虔帝の下で815年にパーダーボルンで開催された帝国集会には、ノイコルビー修道院（後のコルヴァイ修道院）院長や新たに創設されたヒルデスハイム司教が参加した。初代ヒルデスハイム司教として、ランスの司教座教会参事会員であるグンターが出席した。彼はルートヴィヒ敬虔帝の保護・不可侵特権を与えられていた。ルートヴィヒ敬虔帝は、822年に司教ヴァドゥラート治下のパーダーボルン司教区に貨幣鋳造特権を与えた。改宗したザクセン人が新たなキリスト教信仰を強固にするために、836年、聖リボーリウスの聖骸がル・マンからパーダーボルンに移された。これを機縁としてヨーロッパで最も古い姉妹都市協定が結ばれた。
ヴェルダン条約によるフランク王国分割後、パーダーボルンは843年からルートヴィヒ・ドイツ人王治下の東フランク王国に属すこととなり、この後の神聖ローマ帝国内で同名の司教領邦の首都となった。
パーダーボルンは、帝国内を荒らし回っていたハンガリー人を3度におよぶ軍事作戦でも捕らえることができなかった。これは非正規の市民軍が動かなかったことによる。ハインリヒ1世王によって公布された市の防衛体制に関する法律に基づき、都市防衛のための公式な市民軍が創設された。これに伴って行われた市民宣誓は、公的な都市権の存在と前提とするものである。王は、パーダーボルンの良質な防衛施設と非正規市民軍をこの法律のモデルとしたことが推測される。この公的な市民軍は1806年に禁止されるまで存続した。

### 中世盛期

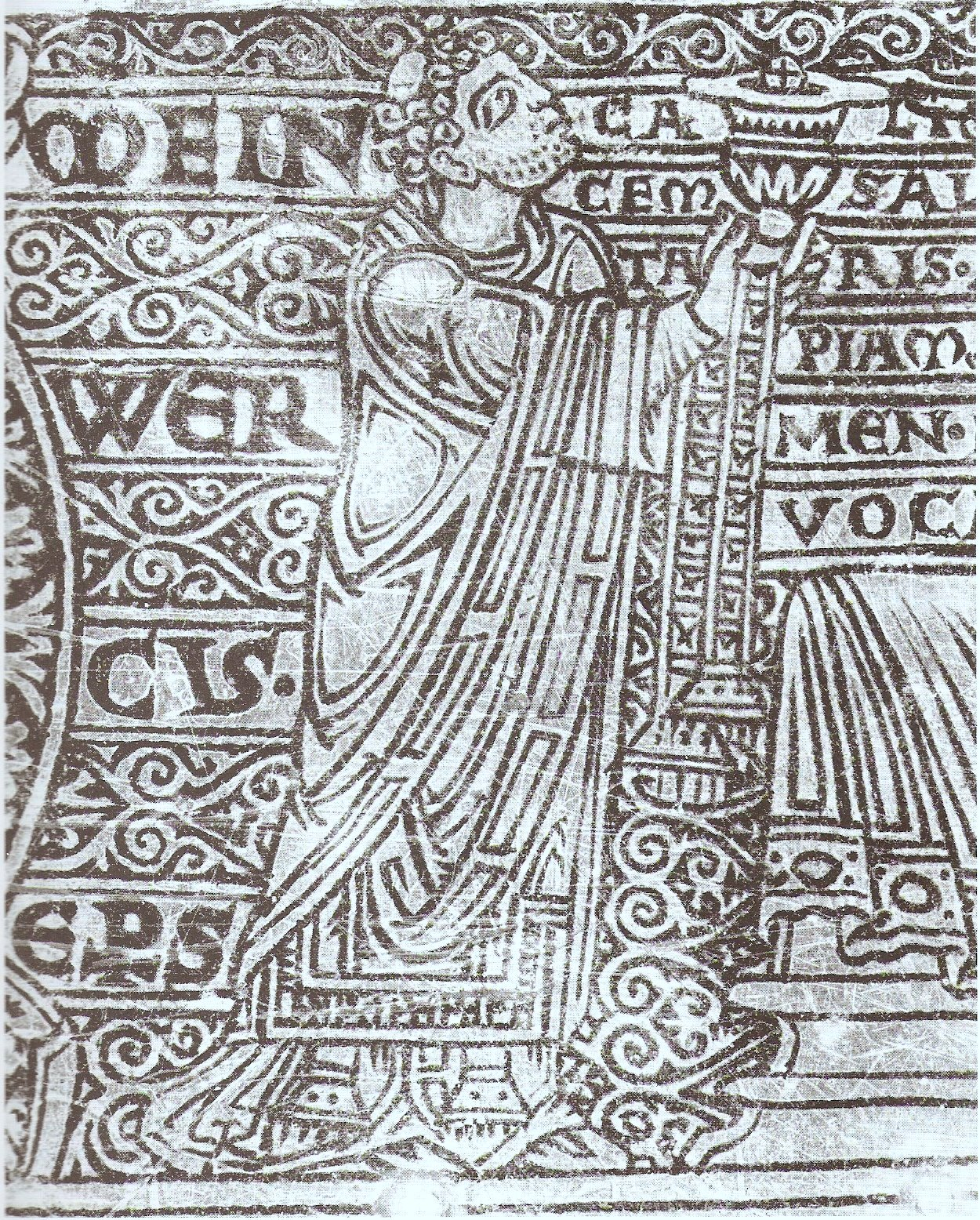
1100年頃のヘルマースハウゼンの小祭壇に描かれたマインヴェルク司教

1000年に大火がこの都市を襲い、王宮や旧大聖堂もその犠牲となった。1002年、パーダーボルンでクニグンデ（ハインリヒ2世の妃）の戴冠が行われた。新しい大聖堂の建設は1009年から1015年になされた。建設が始まったのはマインヴェルク司教の時代（1036年まで在任）であった。これにより、現在の2本の小円塔が建設された。この他にベネディクト会のアプディングホーフ修道院（1019年）とブスドルフ修道会が創設され、司教宮殿とバルトロメウス礼拝堂が建設され、カロリング朝の城塞都市および市民都市のハトゥマールの防衛施設が改修された。
マインツ選帝侯兼大司教で、帝国宰相でもあったヴィリギスの死後、1011年にパーダーボルンはマインツに対する世俗上の従属関係を解消し、帝国直轄司教領に昇格した。
1028年にパーダーボルンは、初めて「Stadt」（都市）と文献に記録された。
1051年から1076年に司教イマドは、大聖堂を現在の大きな西塔（1068年）を持つ形に増築し、1060年から1071年にブスドルフ教会を拡張した。1058年にパーダーボルンで2度目の大火があり、ほぼ全市が犠牲となった。さらに1133年にも火災に遭っている。
市の防衛施設の外側に、拡張部分「ケルンリング」が1146年に存在していたことが証明されている（司教ベルンハルト1世宛の教皇勅書の記載）。この拡張部分は、現在もその跡を見ることができる。1165年の大火の後、市の西部にマルクト教会とアプディングホーフが新たに建設された。
市の印章が押された現存する最も古い文書は1222年のものである。同じ年に、司教支配に反対する市民が反乱を起こした。ハインリヒ7世王は1225年に司教伯の権利を制限し、市民に特権を与えた。1241年にこの都市の名称が最終的に「Paderborn」と定められた。
皇帝フリードリヒ2世は1247年に司教ジーモン1世ツー・リッペ（1277年まで）に対して初めて「Fürstbischof」（司教領主。諸侯と同等の権利を持つ）の肩書きを授けた。

### 中世後期
1254年にパーダーボルンはライン都市同盟に加盟した。その1年後に司教は、その居所を一時的にノイハウスに移した。市庁舎に関する最初の文献記録は1279年に見られる。パーダーボルン司教オットー・フォン・リートベルクと市の聖堂参事会は、rathus sive pretorium から支払われる年 3マルクの税と引き替えにパンとビールに関する裁判権を委譲したというものである。1289年に大火が全市を荒廃させた。パーダーボルンは1295年にハンザ同盟の加盟者として文献に記録されている。南北（ヴィア・レギア、ブレーメン – フランクフルト）と東西（ヘルヴェーク、アーヘン – ケーニヒスベルク）の2本の重要な交易路がここで交差していた。
司教ベルンハルト5世は1327年に市議会の自由な選挙を保証した。1340年、またもや大火が起こった。バルドゥイン・フォン・シュタインフルトの治世（1341年 – 1361年）に流行したペストが市の人口を減少させた。1370年に司教領主はその居所を最終的にノイハウス城に移した。
武力でパーダーボルン司教区を併合しようとしていたケルン選帝侯兼大司教は、1449年にパーダーボルンおよびヘッセン方伯と平和条約を締結した。この平和は 33年間維持された。パーダーボルンは司教領で略奪行為を繰り返していたヴァルデック伯オットーに対して1474年に出兵し、その1年後にヴァルデック伯とも平和条約を締結した。

### 近世
1506年の大火で消火手段の不足が明らかとなり、人工の上水道建設の気運が高まった。1523年のポンプステーションと導水管の完成により、パーダーボルンは初めて独自の上水道を保有した。1571年のパーダーボルンの人口は約 5,400人となった。
宗派化の時代にパーダーボルン市民の多数が司教の支配に反対し、福音主義信者となった。司教座教会管轄地域での反乱（1528年）以後、分派化と市民戦争ともいうべき暴動が起こり、1604年まで続いた。住民の圧力の下、新しい信仰は1555年に初めて法律上認可された。司教領主ハインリヒ4世自身が一時的にではあるが、新しい宗派を信仰することを公言した。彼は1578年に夫人を伴ってパーダーボルンに入った。1585年にこの司教領主が亡くなると「対抗宗教改革」が興り、聖堂参事会はイエズス会をパーダーボルンに招き入れた。1604年の「パーダーボルンの戦い」でプロテスタントの市長リボーリウス・ヴィッヒャート（またはヴィッカート）が処刑され、本市の独立性は失われてカトリックの司教領主の支配下に置かれた。1612年にテオドリアヌム（現在のギムナジウム）が創設された。1613年から1618年に現在のヴェーザールネサンス様式の市庁舎が建設された。イエズス会は1614年に大学を創設した。この大学は1818年に廃止されるまでヴェストファーレンで最古の大学であった。1618年、パーダーボルンには300人のビール醸造家がいたことが判っている。1622年にクリスティアン・フォン・ブラウンシュヴァイクが率いるプロテスタント軍は、裏切りによって市内に侵入し、リボーリの櫃を盗み、鋳つぶした。リボーリの聖骸は、その5年後（1627年）に返還された。パーダーボルンのフリードリヒ・フォン・シュペーは1630年にイエズス会の同僚に宛てて魔女信仰に対する「刑事的警告」を書き記している。

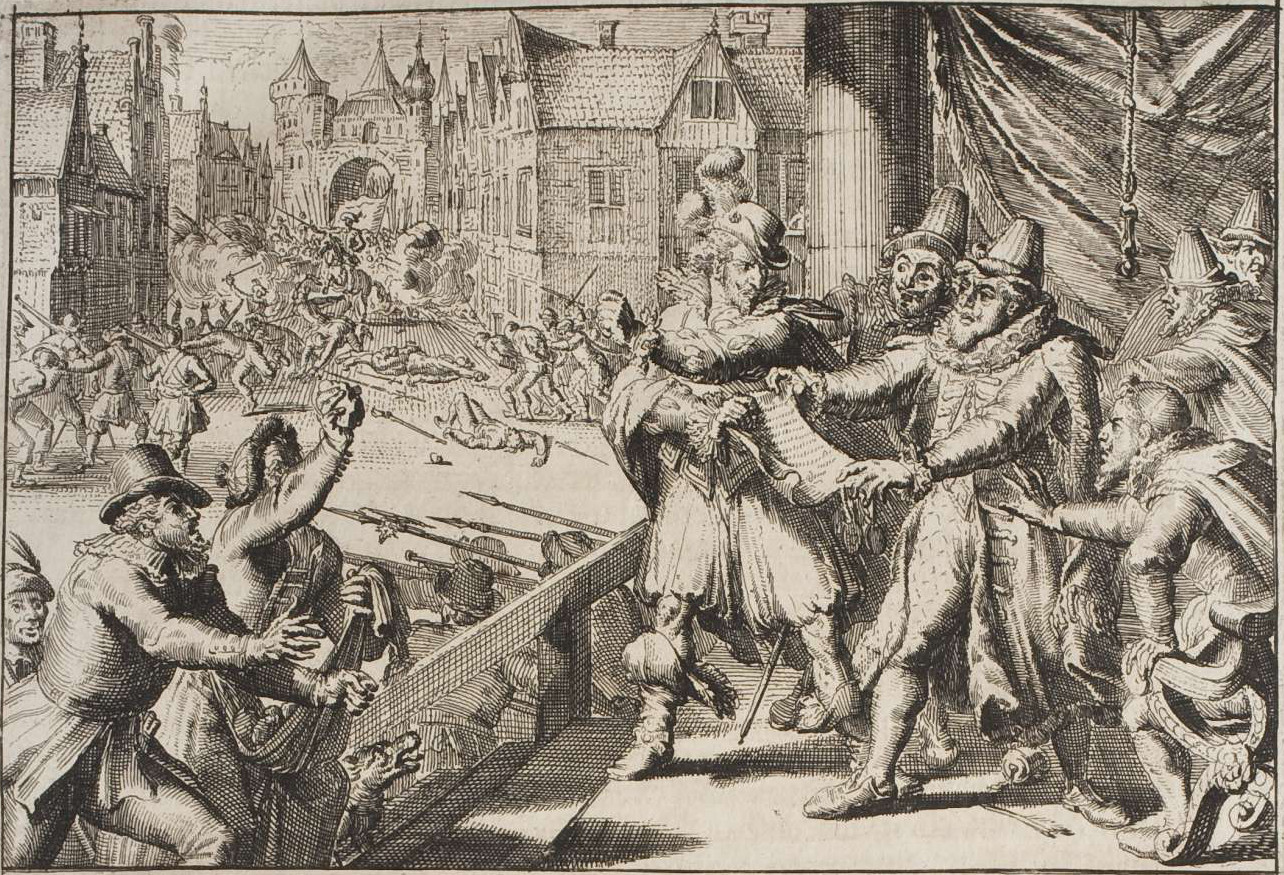
1604年のパーダーボルンの戦い

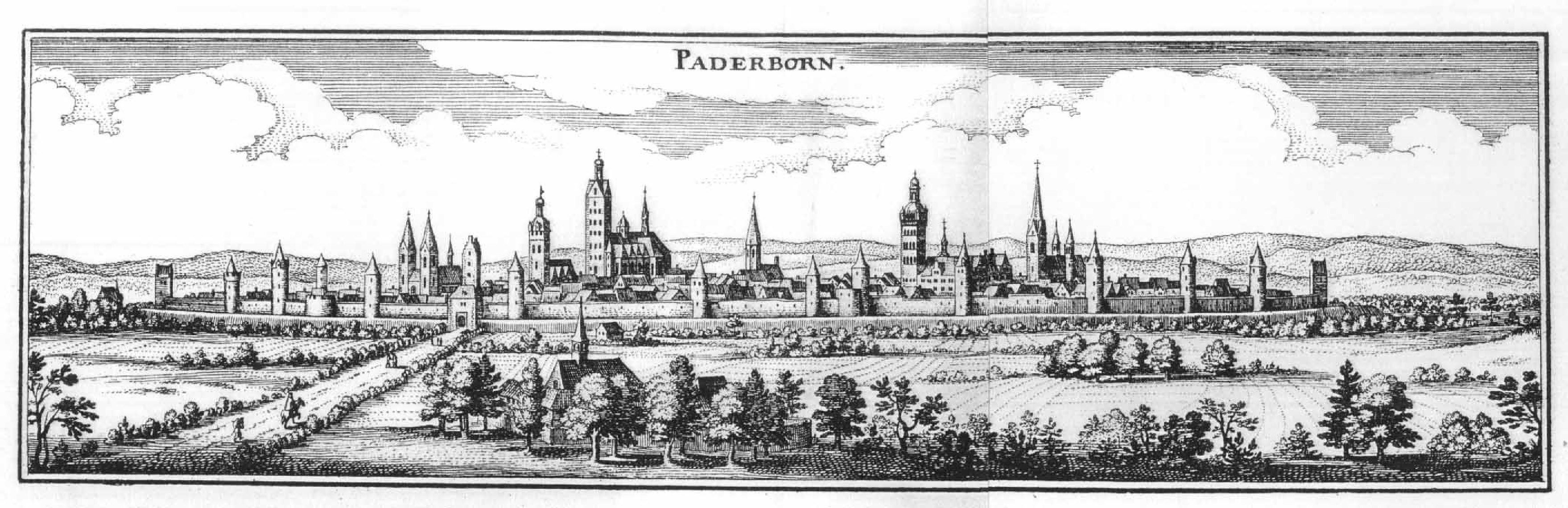
1647年に出版されたマテウス・メーリアンの銅版画に描かれたパーダーボルン

三十年戦争（1618年 - 1648年）でこの街は合計16回の包囲攻撃を受け、砲撃、占領、略奪と何度も巻き沿いにされた。1646年にはカール・グスタフ・ヴランゲル元帥の下、ヘッセン軍とスウェーデン軍によって街が取り壊された。戦争で被害を受けた防衛施設の修復は1651年に完了した。エックカンプ 66番地の酒場で、初めてトランプゲームのシュナプセンが行われた（この場所に記念碑が建てられている）。このゲームは「パーダーボルン」という名前でも知られている。
アウグスチノ修道婦人会は1658年に、ノルトライン＝ヴェストファーレン州で最も古い女学校パーダーボルン・聖ミヒャエル・ギムナジウムを併設したミヒャエルス修道院を創設した。1661年から1663年まで司教フェルディナント・フォン・フュルステンベルクが領した。1661年にフランシスコ教会、1686年にミヒャエルス教会の建設が始まった。
クレメンス・アウグスト・フォン・バイエルンは1719年から統治を始め、1761年に司教領主となった。七年戦争（1756年 - 1763年）で彼は反プロイセン陣営についた。この戦争は彼の所領に過大な負荷を強い、パーダーボルン司教領は存続の危機に立たされた。司教領主ヴィルヘルム・アントン・フォン・デア・アッセブルクは、1769年、パーダーボルンに火災保険会社の設立を命じた。1770年、パーダーボルンで最初の孤児院が開所した。1772年に新聞「パーダーボルニッシェ・インテリゲンツブラット」が創刊された。1773年のイエズス会解散後、領主はパーダーボルン大学の再編を行い、ギムナジウムと大学を彼の直轄下に置き、その1年後に法学とフランス語の講座を設けた。1777年には、将来の聖職者に寄り適切なケアを行うために、初めてパーダーボルン聖職者セミナーを設立した。さらに18世紀は、バロック建築のマイスターであるフランツ・クリストフ・ナーゲルの建設工事が顕著であった。

### 近代
1802年/1803年にこの司教領は、世俗化の結果プロイセン領となり、司教領主は諸侯としての世俗の権限を失った。1806年にナポレオン軍が戦闘することなくこの街を占領し、市民防衛軍を禁止した。防衛軍は非公式な警備隊として1830年まで存続したが、次第にその権限を失っていった。パーダーボルンは、1807年から1813年までナポレオンのヴェストファーレン王国に属した。
1809年に、その後数十年続くことになる市門前の砦の解体工事が始まった。
ノイハウスの薬剤師フリードリヒ・ゼルチュルナーは、1803年/1804年にマルクト広場沿いの家でアヘンからモルヒネを初めて抽出した。
ウィーン会議（1815年）の結果、パーダーボルンは最終的にプロイセン領とされ、1816年に郡庁所在地となった。1815年に第2ヴェストファーレン歩兵第15連隊の狙撃大隊が入城し、軍隊の駐屯する都市となった。さらに1851年から1914年までは第1ヴェストファーレン第8軽騎兵連隊が、1897年から1914年までは第7ロートリンゲン第158歩兵連隊がパーダーボルンに駐屯した。
プロイセン政府は1818年にパーダーボルン大学を解体した。1825年にパーダーボルンに職業警察が組織され、市民防衛軍は1831年に市民射撃クラブとして新たに発足し、現在も存続している。

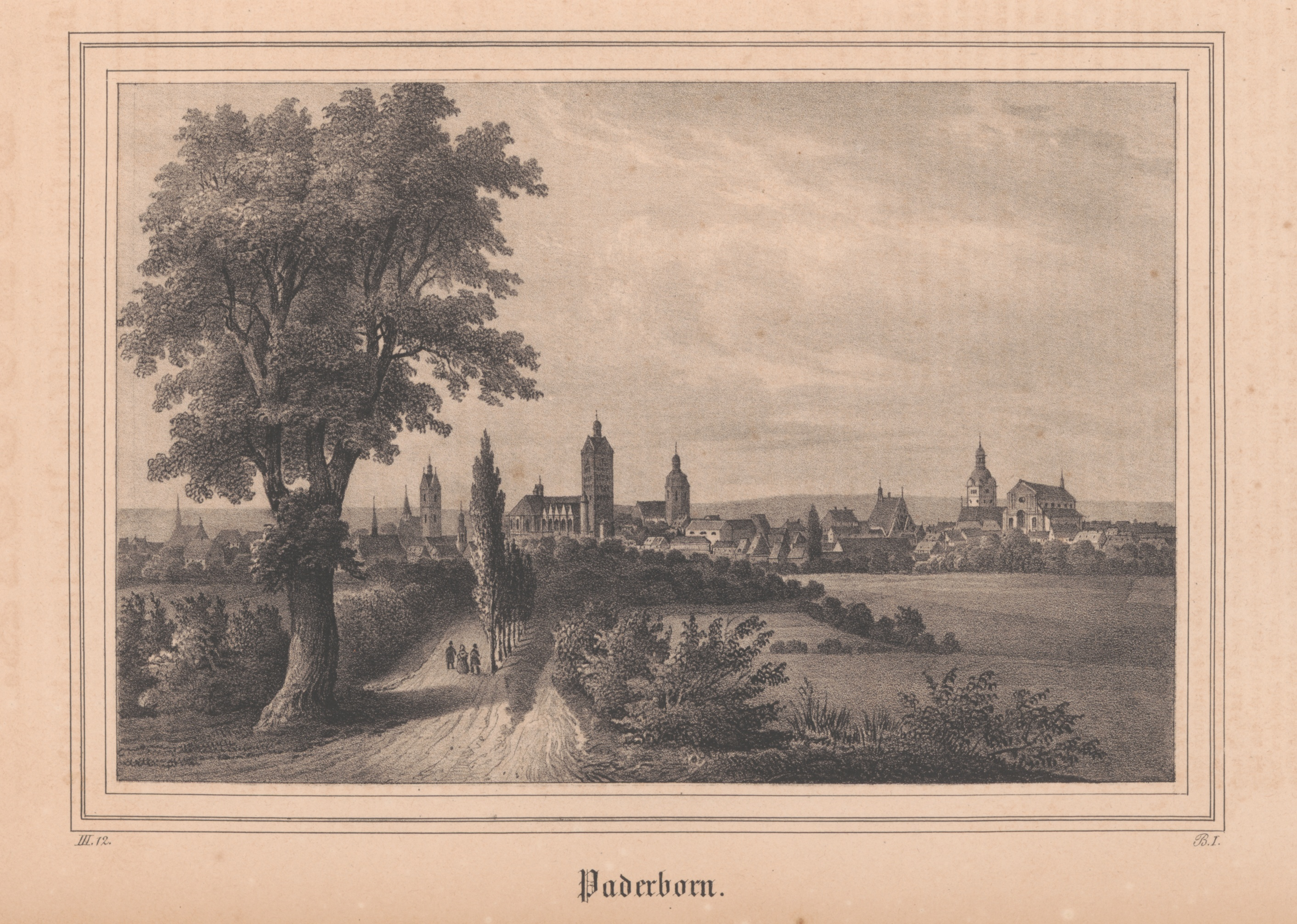
1842年頃のパーダーボルン

1850年に王立ヴェストファーレン鉄道会社が開通させたパーダーボルン – ハム間（ハム – ヴァールブルク線の最初の開通区間）は、ドイツの鉄道史上最も早い時期の路線の一つである。1853年にアルテンベーケン高架橋でエッゲ山地を越え、パーダーボルン – ヴァールブルク間が開通した。ヴァールブルクでは、フリードリヒ＝ヴィルヘルムス北鉄道会社 (FWNB) が設けたカッセルに向かう路線に接続した。
1854年にガス製造所が設立され、1855年からはガス灯の街灯が使えるようになった。
福音主義教会組織は、1863年にアプディングホーフ教会を獲得した。1875年、「ユーケルン大火」と呼ばれる火災が市内のユーケルン地区を全焼させ、大聖堂付近も延焼した。1879年にベンハウゼン町に属す小集落デーレンを合併した。1881年、プロイセン政府は市壁を無償で市に委譲した。政府の維持管理業務が終了すると、市壁は劣悪な状態にあることを理由に、強引に取り壊された。この壁は老朽化しているだけでなく、都市の拡張を妨げてもいたためである。
1890年、市の北側のゼンネラーガー近郊に最初の軍事演習場が設けられた。1898年から1906年までの間に、いくつかの鉄道路線が営業を開始した: パーダーボルンからビューレン (ヴェストファーレン)方面（アルメタール鉄道、1898年）、ビーレフェルト方面（ゼンネ鉄道、1902年）、リップシュプリンゲ方面（1906年）である。1909年にパーダーボルン・電化・路面鉄道株式会社 (PESAG) が設立された。
1929年2月11日のラテラノ条約発効により、1930年にパーダーボルン司教区はプロイセン政教協定に従って大司教区に昇格した。それ以後、この街は中部ドイツ教会管区（パーダーボルン大司教区）の本部所在地となっている。
- 市庁舎とギムナジウム・テオドリアヌム（1908年）
- ギムナジウム・テオドリアヌム（1918年）
- 市庁舎とギムナジウム・テオドリアヌム（1938年）

第二次世界大戦の開始時点（1939年）のパーダーボルンの人口は 42,490人、戦後の人口は 23,033人であった。特に、1945年1月17日と3月27日には、連合軍の激しいパーダーボルン空襲によって市の 85 % が破壊された。

### 国家社会主義時代

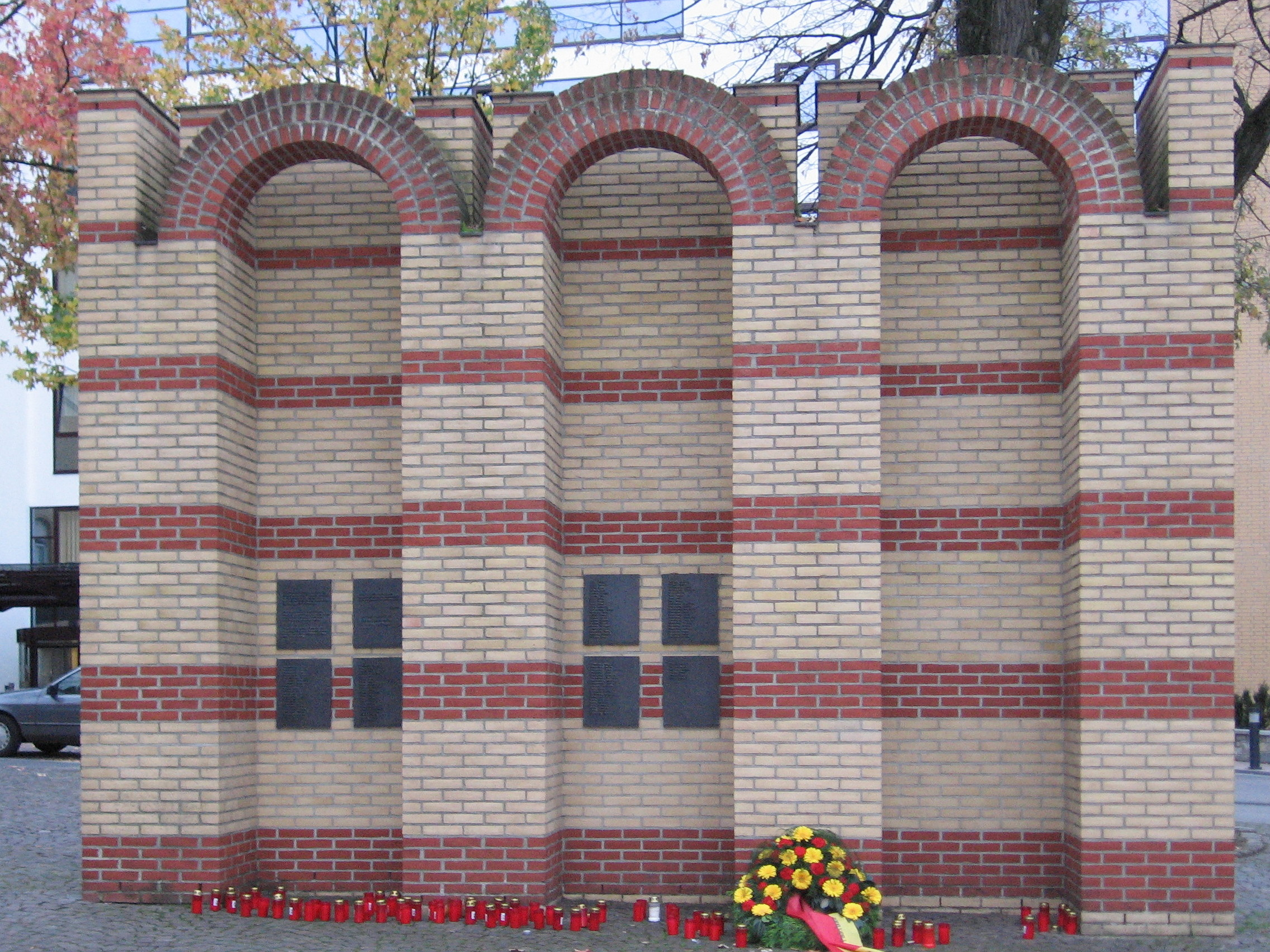
殺害されたユダヤ人の追悼記念碑

ヴァイマル共和国時代、パーダーボルンはカトリックの中央党の牙城であり、ほとんど常に絶対多数の支持を得ていた。1929年にパーダーボルンで最初のNSDAP地区事務所が開設された。初めはごく小さなものであったが、すぐにKPDと市街戦を戦わせた。1933年1月30日のアドルフ・ヒトラーによる権力掌握直後に、ヒトラーと当時のドイツ国大統領パウル・フォン・ヒンデンブルクに名誉市民号が授与された。1933年3月5日のドイツ国国会議員選挙で、総投票数 44,429票中、NSDAPは 10,544票を獲得したが、中央党の 27,963票に大きく敗退した。
全国的にユダヤ人商店やシナゴーグが破壊され、放火された1938年11月9日から10日のユダヤ人排斥運動（水晶の夜）では、パーダーボルンでも暴力事件が起きた。11月10日の昼間にはついにパーダーボルンのシナゴーグにも火がつけられた。元々は夜に放火されることになっていたのだが、近くに当時は完全な木組み建築だった聖ヴィンツェンツ病院があり、これを危険にさらして放火することはできないとして避けられたのであった。これに先立つ9日の夜に突然招集された特別市議会はシナゴーグの取り壊しを決議していた。しかし消防隊が病院患者の安静の必要性を考慮し、夜間の出動を拒んだため、午前中に頑丈な石造建築の中に多くのベンジンの樽を持ち込んで放火を始めた。時間がずれたことと、取り壊し決議が公式に建物所有者にもたらされるまでの間に、それまでの宗教上の調度のほとんどすべてが建物から救い出された。シナゴーグ自体は、長い棒を使って樽を転がし、炎が高く上がって木製の梁に燃え移ることでようやく火に包まれた。
旧シナゴーグの敷地にはやがて他の建物が建てられたため、かつてシナゴーグが建てられていた場所から西に約 50 m 離れた場所に追悼記念碑が建立された。敷地跡には現在パーダーボルン・コルピング教育訓練所が建っている。
パーダーボルンでは多くの流刑が実施された。100人を超えるユダヤ人がパーダーボルンから送致された。本市のユダヤ住民の一部は国外に逃亡することができた。
1939年9月1日に第二次世界大戦が開戦した時、パーダーボルンの生活はそれまでと比較的変わらないままであった（しかし、多くの人はその後戦争に巻き込まれていった）。駅、兵舎、市南部の空軍飛行場に爆撃が行われたが、死傷者は比較的少なく、都市景観に与えた損傷はわずかであった。ドイツの対空防衛の敗北が目立つようになって防空力が次第に失われて行き、連合国軍によるドイツの都市爆撃戦略が強度を増すにつれ、パーダーボルンの危険も増大していった。大部分が燃えやすい木組み建築からなる中世を彷彿とさせる内市街も焼夷弾攻撃の対象となったのである。1944年にヒトラーユーゲントとドイツ女子同盟の少女たちは高射砲の補助員にされた。空襲警報とサイレンの鳴動はもうすでに長い間毎日のこととなっていた。住民生活や生産活動は軍事産業に徹底的に制限された。遅くとも1944年秋から本市はほぼ継続的に警報発令中の状態にあった。

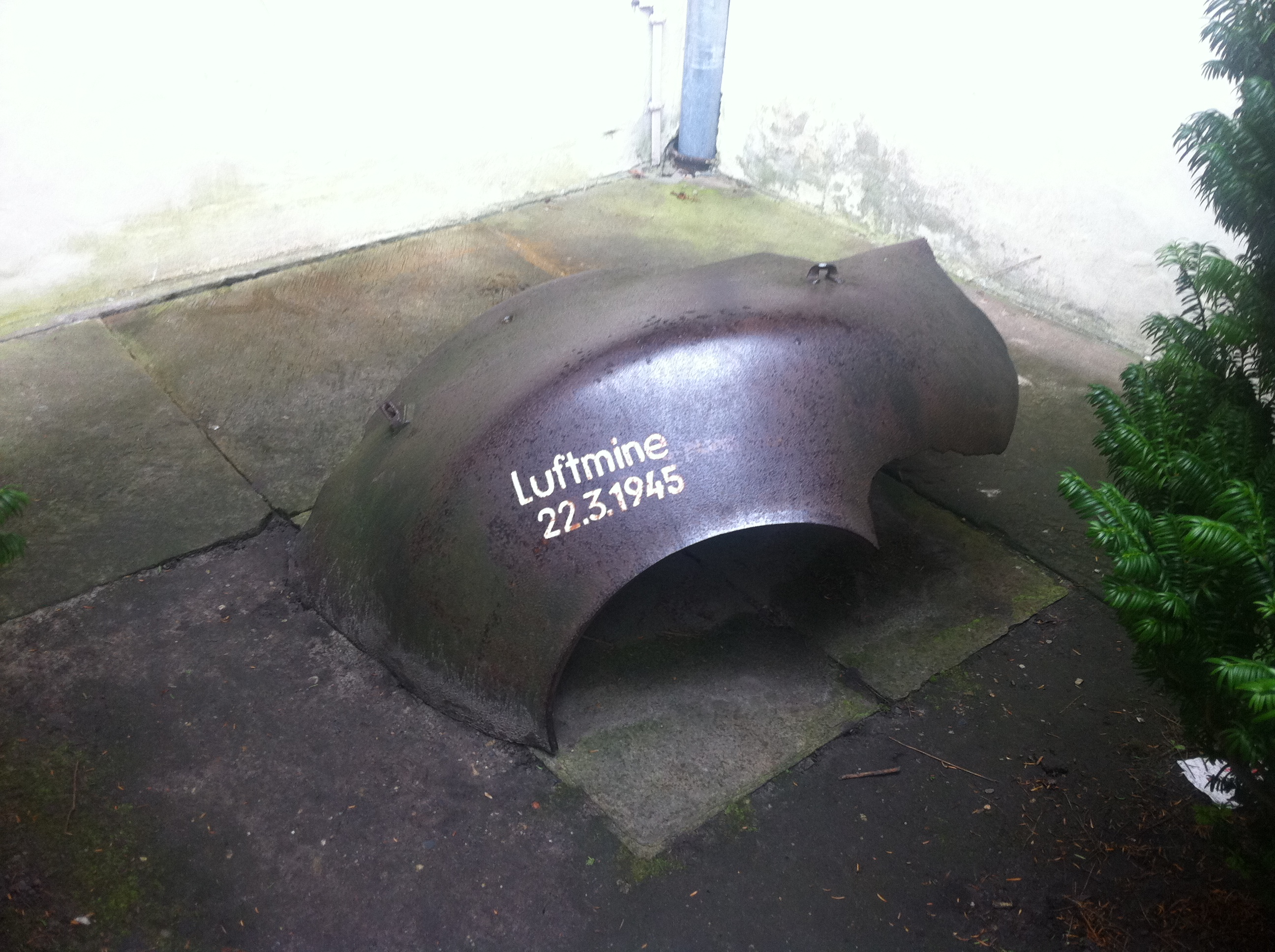
1945年3月22日の空爆で大聖堂の回廊に投下された爆弾の残骸

1945年1月17日、パーダーボルンに対する大規模な空襲が初めて実施された。それまで人々は、当時は田舎の風情を色濃く残すこの街を連合国軍は放棄しており爆撃はしないと思っていた、あるいは期待していた。この爆撃は、256人の死者をもたらし、大量の疎開者を出した。その後何度も空襲がなされた後、3月22日にパーダーボルンは改めて大きな空爆の被害を受け、40人以上が死亡した。さらに3月27日火曜日には、最後の、そして最大の空爆がパーダーボルンを襲った。パーダーボルンに残っていた数千人の住民のうち少なくとも 344人が命を落とした。この空爆後、内市街の 85 % が破壊された。パーダーボルンは、ルール・ポケット完遂に向けて、4月1日のアメリカ軍第3機甲師団によって占領された。この占領前数日間にわたり、市の南で親衛隊の部隊と戦闘が行われ、アメリカ軍のモーリス・ローズ将軍が戦死した。しかし占領の際、この破壊された街は顕著な抵抗をほとんど行わなかった。

### 第二次世界大戦後
1946年に教育大学が教育アカデミーとして設立された。この大学は、1972年にパーダーボルン専門大学、ヘクスター専門大学、メシェーデ専門大学、ゾースト専門大学とともに総合専門大学に統合された。同じ年にパーダーボルン大学が設立された。
1964年からカロリング朝およびオットー朝の王宮の発掘が始まった。1965年に天然ガス網が整備された。836年(聖リーボリウスの聖骸がル・マンからパーダーボルンに移された年）からすでに成立してたル・マンとの姉妹都市協定が1967年、正式に締結された。
1975年に司教区博物館が設けられた。2年後に大規模な1200年祭が開催された。この他にオットー朝の王宮の復元が始まった。ここには現在王宮博物館が入居している。1981年にはパーダーハレが建設された。
冷戦の間、本市はイギリス軍第33戦車旅団（装甲旅団）の駐屯地となっていた。
1994年にノイハウス城で第4回ノルトライン＝ヴェストファーレン州ガーデンショーが開催された。1996年に教皇ヨハネ・パウロ2世がこの街を訪れた。1999年には、司教区の記念式典、およびカール大帝と教皇レオ3世との会談1200年式典が開催された。
2001年にパーダーボルン大学のキャンパスで約2万人を集めた最大の学園パーティーが開催された際には、MTVで中継が行われた。
市は、2002年に都市施設局（旧 PESAG: パーダーボルン発電所および鉄道 AG）を E.ON に売却した。2007年の「ノルトライン＝ヴェストファーレンの日」は、パーダーボルンで開催された。これが、デュッセルドルフ以外で開催された最初の機会であった。

### 市町村合併
1969年1月1日にマリエンローが、1969年7月1日にはヴェーヴァーが本市に合併した。ザウアーラント/パーダーボルン法に基づき、1975年1月1日にパーダーボルン市とシュロス・ノイハウス、エルゼン、ザンデ（いずれもアムト・シュロス・ノイハウス）、ダール（アムト・キルヒボルヒェン）、ベンハウゼン、ノイエンベーケン（ともにアムト・アルテンベーケン）が合併し、新たなパーダーボルン市が成立した。同時にアムトは廃止された。

## 住民

### 人口推移
1890年のパーダーボルンの人口は約 2万人であった。1939年には倍の 43,000人、1945年には第二次世界大戦の影響で約 40 %（17,000人）減少して 26,000人となった。1950年に人口は再び戦前の数値を回復した。1975年1月1日に多くの合併が行われた結果人口は10万人を超え、大都市となった。
州のデータ管理および統計局の研究によれば、2006年末に史上最高人口の 144,258人（パーダーボルンを主たる居住地とする人口）を記録した翌2007年末のパーダーボルンの人口は 144,181人であった。
以下の表では、各時点における市域および現在の市域にあたる地域の人口を示している。1818年以前の数値は推測値、1818年から1970年までおよび1987年の数値は人口調査の結果、1975年以降の数値はノルトライン＝ヴェストファーレン州データ管理および統計局の公的研究値である。1975年から1985年までは推計値、1990年からは1987年の人口調査結果に基づく推定値である。
| 年                | 人口（人） |
| ----------------- | ---------- |
| 1272              | 約 5,000   |
| 1571              | 約 5,400   |
| 1763              | 2,500      |
| 1818 （12月31日） | 5,846      |
| 1831 （12月3日）  | 7,121      |
| 1837 （12月3日）  | 7,895      |
| 1843 （12月3日）  | 8,692      |
| 1849 （12月3日）  | 9,249      |
| 1852 （12月3日）  | 10,768     |
| 1858 （12月3日）  | 10,848     |

| 年               | 人口（人） |
| ---------------- | ---------- |
| 1861 （12月3日） | 12,271     |
| 1867 （12月3日） | 12,867     |
| 1871 （12月1日） | 13,726     |
| 1880 （12月1日） | 14,689     |
| 1885 （12月1日） | 16,606     |
| 1890 （12月1日） | 17,986     |
| 1895 （12月1日） | 19,980     |
| 1900 （12月1日） | 23,538     |
| 1905 （12月1日） | 26,469     |
| 1910 （12月1日） | 29,441     |

| 年                | 人口（人） |
| ----------------- | ---------- |
| 1916 （12月1日）  | 26,461     |
| 1919 （10月8日）  | 32,095     |
| 1925 （6月16日）  | 33,719     |
| 1933 （6月16日）  | 37,272     |
| 1939 （5月17日）  | 42,490     |
| 1946 （10月29日） | 29,092     |
| 1950 （9月13日）  | 40,270     |
| 1961 （6月6日）   | 53,984     |
| 1970 （5月27日）  | 66,829     |
| 1974 （6月30日）  | 71,750     |

| 年                | 人口（人） |
| ----------------- | ---------- |
| 1939 （5月17日）  | 60,025     |
| 1950 （9月13日）  | 63,968     |
| 1961 （6月6日）   | 78,161     |
| 1970 （5月27日）  | 92,869     |
| 1974 （6月30日）  | 102,409    |
| 1975 （12月31日） | 103,719    |
| 1980 （12月31日） | 110,163    |
| 1985 （12月31日） | 109,615    |
| 1987 （5月25日）  | 110,715    |
| 1990 （12月31日） | 120,680    |
| 1995 （12月31日） | 133,717    |

| 年                | 人口（人） |
| ----------------- | ---------- |
| 2000 （12月31日） | 139,084    |
| 2005 （12月31日） | 143,769    |
| 2006 （12月31日） | 144,258    |
| 2007 （12月31日） | 144,181    |
| 2008 （12月31日） | 144,811    |
| 2009 （12月31日） | 145,320    |
| 2010 （12月31日） | 146,283    |
| 2012 （12月31日） | 143,575    |
| 2013 （12月31日） | 143,659    |
| 2014 （12月31日） | 145,176    |

公式統計には、兵舎に住んでいる、あるいは家族と一緒にパーダーボルンに住んでいるイギリス軍兵士および家族、約 9,200人は含まれていていない。
人口 145,176人のパーダーボルンは、ビーレフェルトに次いでデトモルト行政管区で2番に大きな都市である。ドイツ全体では 55位の大きさである（2014年12月31日現在）。

### 宗教

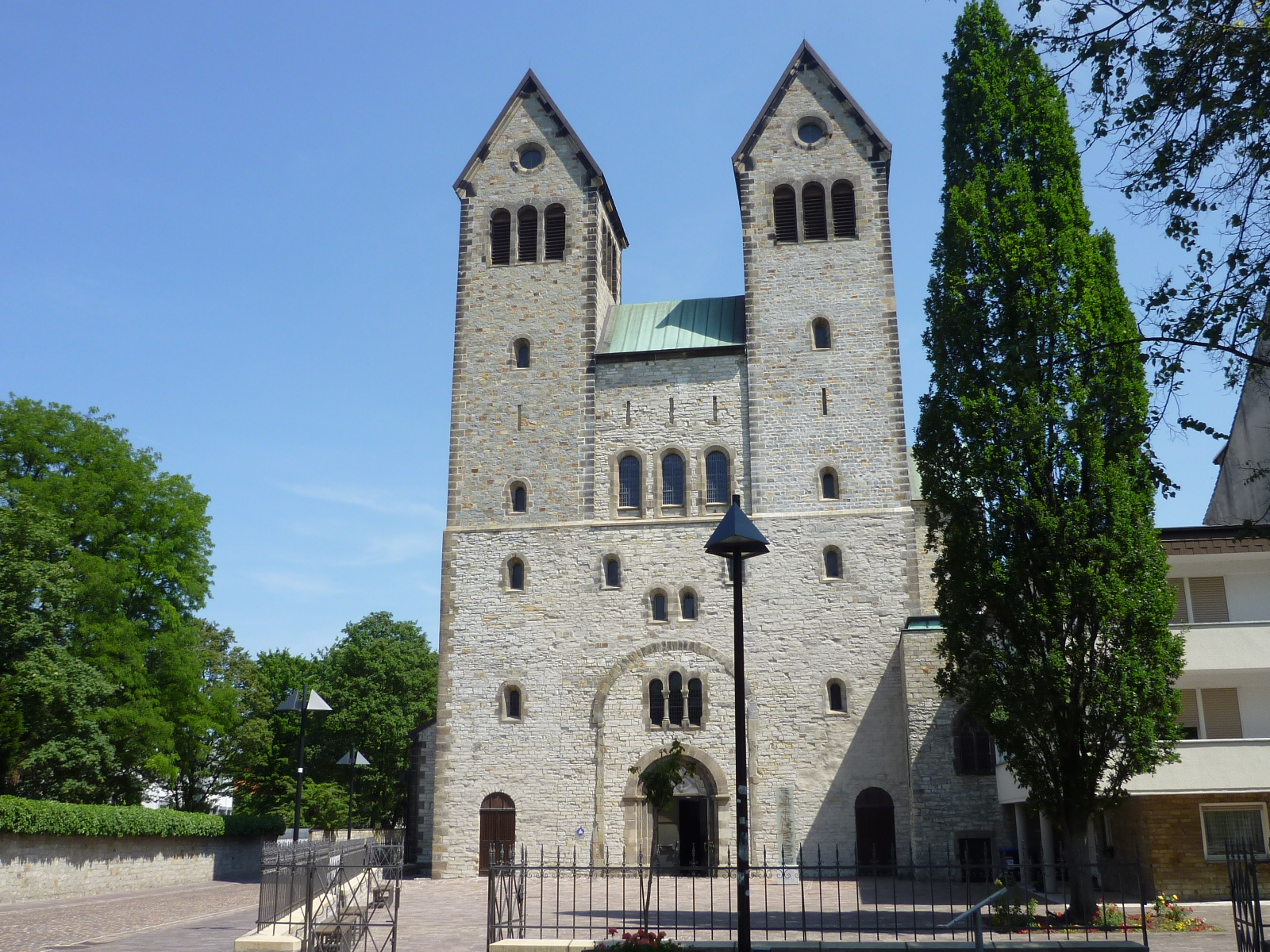
アプディングホーフ教会

799年、パーダーボルンに同名の司教区が設けられた。後にこの司教区から、宗教上並びに世俗上の領主権を有する神聖ローマ帝国における領邦へと発展し、1802年/1803年に世俗化されるまで存続した。
宗教改革はリップシュタットやヘッセン方伯を巻き込み、1525年からこの街に歩を進めた。最初はコンベンツァル聖フランシスコ修道会を拠点とした。司教エーリヒスは対抗措置を執って抑圧した。1532年から宗教改革の試みが再開され、1566年には確固としたものになった。聖堂参事会や、最終的には市民の多数が福音主義ルター派の信仰を受け容れた。マルクト教会に福音主義が根を下ろした。
1580年からイエズス会が再カトリック化を画策した。司教ディートリヒ・フォン・フュルステンベルクは1596年に武力でマルクト教会を封鎖し、この街を服従させた。ヘッセンからの援助もなく、1604年にこの街は完全に屈服した。これにより福音主義の礼拝は行われなくなった。1622年にクリスティアン・フォン・ブラウンシュヴァイク＝ヴォルフェンビュッテルが率いるプロテスタント軍に占領された短い期間を除き、パーダーボルンは1802年までほぼ完全にカトリックの都市であった。大聖堂の他に多くの教区教会が建設された。パーダーボルン司教領が廃止された後、19世紀初めにパーダーボルン司教区が改めて設けられた。プロイセン協定の結果この司教区は1930年に大司教区に昇格した。現在、本市のカトリック教区組織はいずれもパーダーボルン大司教区のパーダーボルン首席司祭区に属している。
1802年から、福音主義の教会組織も形成された。この教会は初めアプディングホーフ教会、その後アレクシス礼拝堂、1817年からブスドルフ教会を経て、1863年に最終的にアプディングホーフ教会の使用が許された。本市の福音主義信者は初めビーレフェルト教会会議クライスに属したが、1840年から独自の教会会議クライスの本部がパーダーボルンに置かれた。このパーダーボルン教会会議クライスから現在のパーダーボルン教会クライスが発展した。この教会クライスには現在ヴェストファーレンの福音主義教会のうち24の教会が属している。これはヘクスター郡およびパーダーボルン郡のすべての教会組織およびリッペ郡のリュクデ教会を含んでいる。パーダーボルン市内の教会組織はパーダーボルン（アプディングホーフ、マルティン・ルター、マルクス、ヨハネス、ルカス管区を含む）、エルゼン、シュロス・ノイハウス（シュロス・ノイハウスの教会およびゼンネラーガーの教会を含む）の 3つである。ベンハウゼン、マリエンロー、ノイエンベーケンの各市区は隣のバート・リップシュプリンゲの教会組織に属している。
カトリック教会や福音主義教会の他に、パーダーボルンには様々な自由教会が存在する。たとえば、福音主義自由教会（バプテスト教会）、自由キリスト教会およびインターナショナル・クリスチャン・フェローシップ（ともにプフィングストゲマインデン自由教会連合に属す）、自由福音主義教会(FeG)、アドヴェント教団などである。また、新使徒派教会も存在する。2009年からはさらに ICF（インターナショナル・クリスチャン・フェローシップ）に属す自由教会もある。
この他にエホバの証人の組織が6団体ある。このうち4団体はイギリス人、イタリア人、ロシア人、トルコ人のものである。アン・デア・タレにはシリア正教の礼拝堂がある。ロシア正教の礼拝は、パーダーボルン大聖堂前のアレクシス礼拝堂で行われている。パーダーボルンには2つのイスラム教組織と1つのユダヤ教組織があり、後者は固有のシナゴーグを有している。ヴァールブルガー通りの大学キャンパス前にはユダヤ人墓地がある。
かつて司教領に属していたことから、パーダーボルンの住民の多数が伝統的にカトリック信者である。現在の宗教分布を知る手がかりの一つが、パーダーボルンの学生に対する所属宗教団体の調査である。この調査によれば、2006年/2007年の学期では学生の 23.5 % が福音主義、55.8 % がカトリック、6.9 % がイスラム教に所属した。5.0 % がその他の宗教、8.8 % が無宗教であった。

## 行政

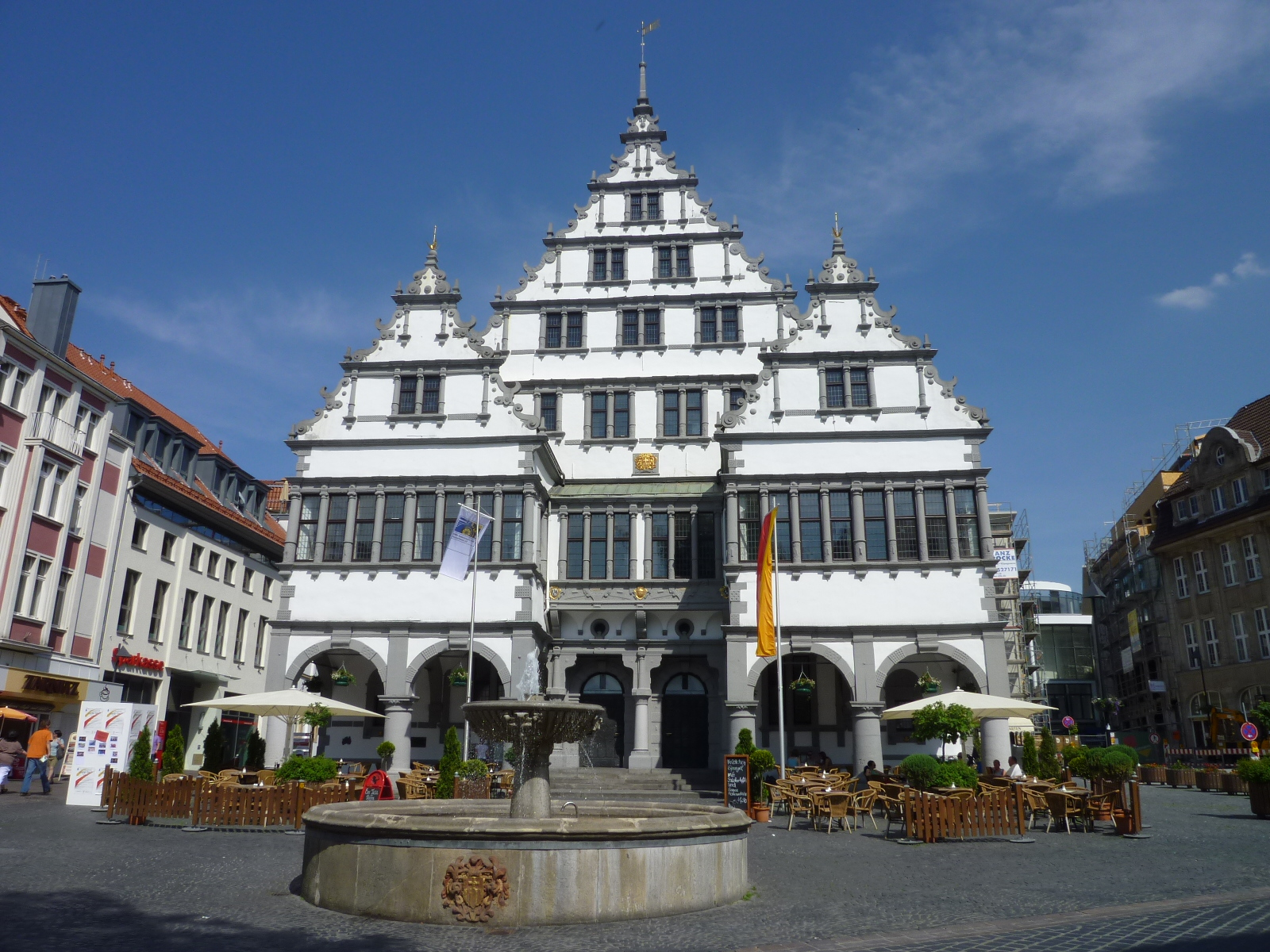
パーダーボルン市庁舎

### 市議会
パーダーボルン市議会は、2016年現在 64議席で構成されている。これに市長が議長として加わる。2014年 – 2020年の市議会では、CDU / FDP 連合が多数派を占めている。パーダーボルンは、同時期の市議会で左翼党が議席を持たないドイツで最大の都市である。2004年現在パーダーボルン市の負債は1億2700万ユーロである。

### 首長
国家社会主義時代は、NSDAPが市長を任命していた。第二次世界大戦後、イギリス管理地域の軍政府は新たな市長を指名し、1946年にイギリスをモデルとする地方自治機構を導入した。これにより、民衆が「市の議会」(Rat der Stadt) を選出し、その議員を「市の行政執行者」(Stadtverordnete) と称した。議会は初めに、議員の中から議長および市の代表者として名誉職の市長 (Bürgermeister) を選出した。議会はさらに1946年から都市行政の指導者として専任の事務総長を選出した。1999年以降、こうした市行政の2頭体制が廃止され、専任の市長 (Bürgermeister) だけになった。彼は市議会の議長であり、市行政の指導者であり、市の代表でもある。市長は1999年から市民の直接選挙で選出されている。
2014年5月の選挙以降、CDUの政治家ミヒャエル・ドライアーパーダーボルン市長を務めている。彼はこの選挙で 59.0 % の支持票を獲得した。彼は2014年6月に就任の宣誓を行った。

### 紋章
図柄: パーダーボルン市の紋章は赤地で、上部は金色の十字、下部は金色の4本の柱が描かれている。
市の色は赤 – 黄である。この紋章は1975年7月22日に、正式な市の紋章として認可された。このデザインは1245年から使用が証明されている市の印章に基づくものではなく、パーダーボルンのブーレマスト家とシュターペル家にちなんだものである。ミニステリアーレのハインリヒ・ブーレマストは1328年にこのデザインを幟の徴に用いた。上部に描かれた十字は司教領の十字に由来しており、1310年の市の封印に用いられていた事が証明されている。この紋章は、地口による紋章とも解釈される。柱 (Pfähle) は、地元での本市の呼び名 Palborn に由来するというものである。現在の紋章は、1931年にプロイセン内務省からパーダーボルン市に認可された。

### 姉妹都市
パーダーボルンはラ・マンとヨーロッパで最も古い（836年から）姉妹都市関係にある。
パーダーボルンは以下の都市と姉妹都市協定を結んでいる。
- ル・マン（フランス、サルト県）836年から。公式な姉妹都市協定は1967年から。
- ボルトン（イギリス、グレーター・マンチェスター）1975年から
- ベルヴィル（アメリカ合衆国、イリノイ州）1990年から
- パンプローナ（スペイン、ナバーラ州）1992年から
- プシェムィシル（ポーランド、ポトカルパチェ県）1993年から
- デブレツェン（ハンガリー、ハイドゥー・ビハール県）1994年から

また、2003年からパーダーボルンと中国の青島市との間で協力協定が結ばれている。
さらにパーダーボルンは、新ハンザ都市同盟に加盟している。

## 文化と見所

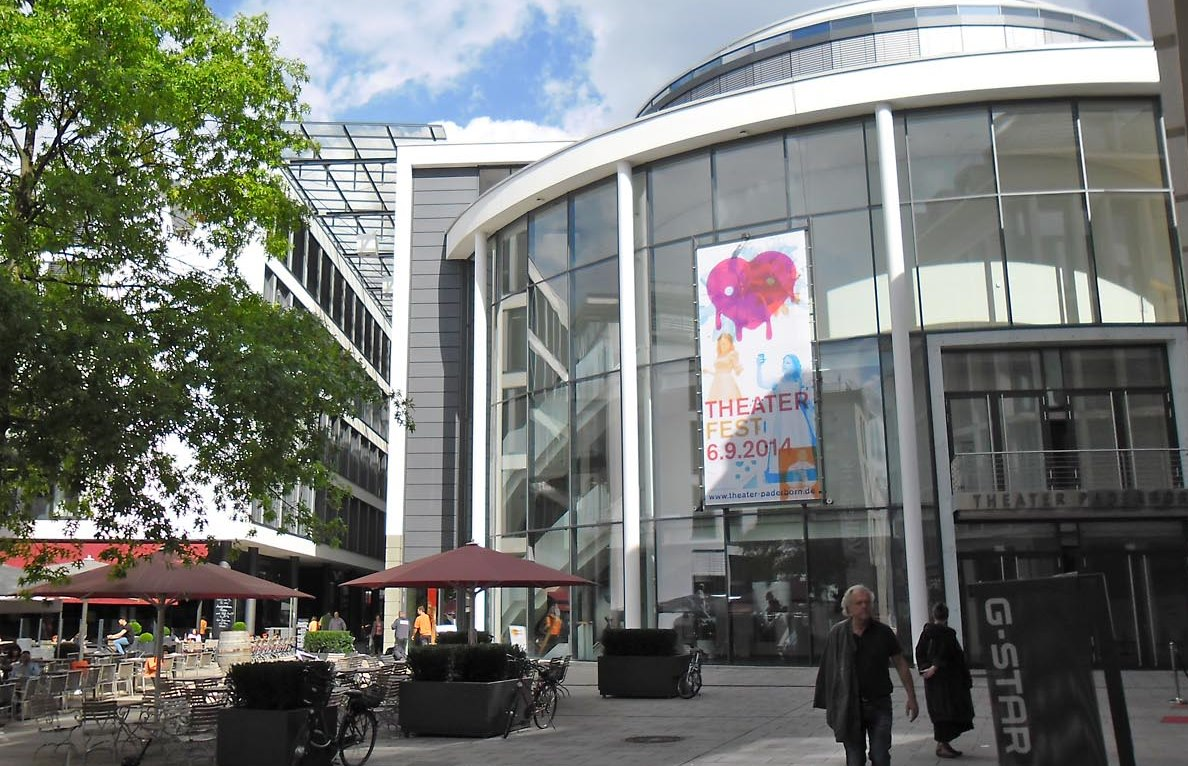
ノイエン・プラッツの新劇場

### 音楽と演劇
1957年に設立されたヴェストファーレン室内劇団のために、10年にわたる、議論、計画、建設を経て、市の中心部にあたるノイエン・プラッツ 6番地に2400万ユーロを費やして劇場の新しい建物が建設され、2011年9月9日に「ハイルブロンのケートヒェン」の初演でオープンした。この劇場はそれ以後「テアター・パーダボルン – ヴェストファーレン室内劇団」と呼ばれている。これは、400席の「グローセ・ハウス」、「スタジオ＝ビューネ」（実験劇場）、「テアタートレフ・ミット・ユーゲントテアター」（直訳すると「青年演劇との遭遇劇場」）が1つの建物内に入っている。専属のアンサンブルは10人の固定メンバーからなっており、様々な人数のゲスト俳優でこれを補っている。アンサンブルはすでに何度も重要なノルトライン＝ヴェストファーレン州演劇会議に招聘されている。室内劇団は古典劇から実験的近代作品まで幅広いレパートリーで地域を超えて広く知られており、若者から老人まで広がる人気を享受している。新劇場はヴェストファーレンの文化環境で大きな役割を担っている。
パーダーボルン大学は自前の劇場（実験劇場）を有している。ここでは演劇学研究者の指導の下、学生たちが芝居を行っている。この実験劇場の俳優は、毎年旧ダルハイム修道院で開催される文化の祭典「ダルハイムの夏」の演劇作品に頻繁に出演している。ユーエン広場沿いのアマルテア劇場は数多くの演劇作品が上演される芸術小劇場であり、ヴェストファーレンで最も小さな劇場である。ノイハウス城館公園の野外劇場も特筆に値する。ここでは毎年子供劇やアーベントシュテュック（夕方に上演される芝居）が上演され、毎年何千人もの観客を感動させている。

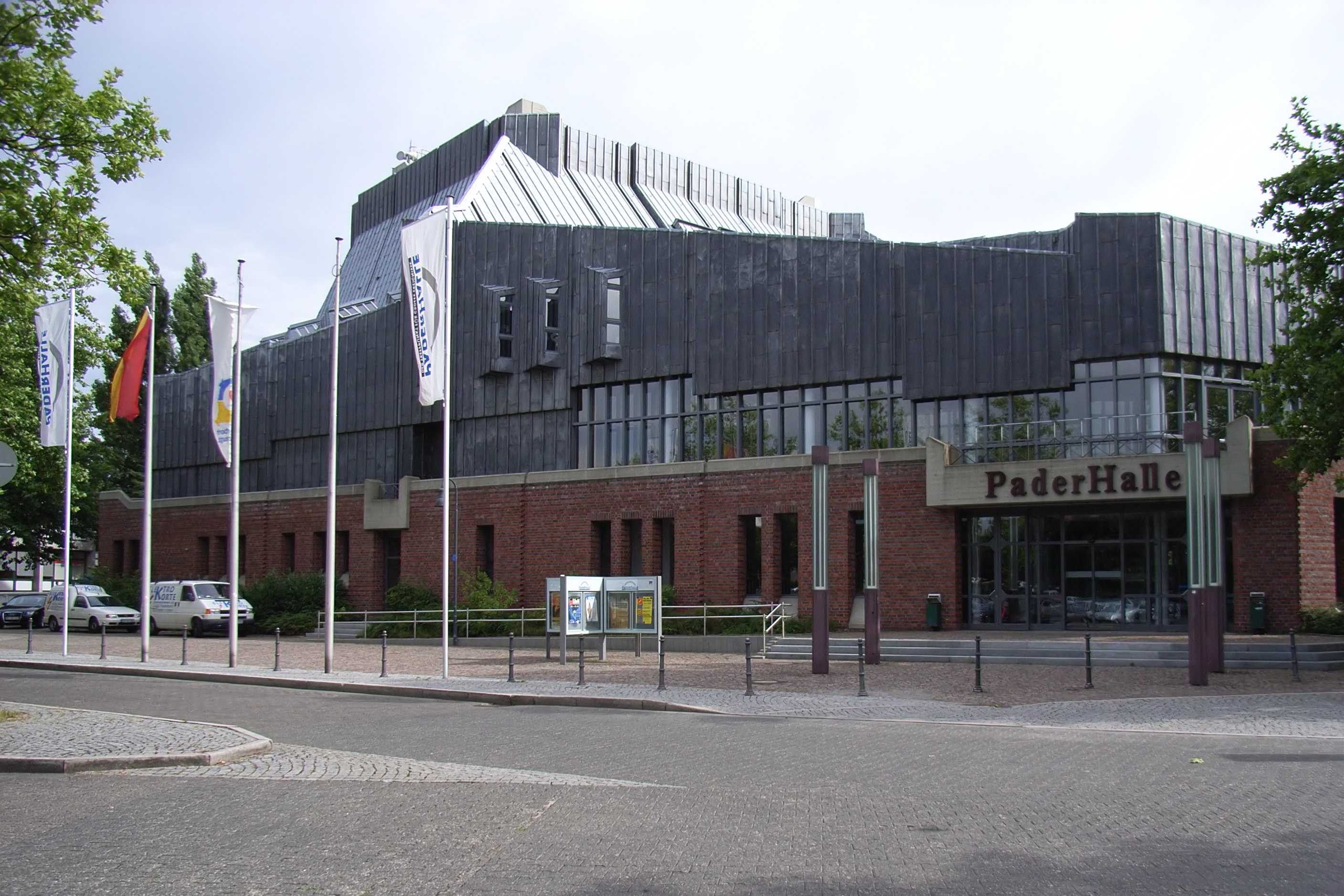
パーダーハレ

パーダーハレでは、1年を通して、オペラ、ミュージカル、コンサート、キャバレー、芝居、寄席、舞踏パーティなどのイベントが開催されている。
クルトゥールヴェルクシュタット（直訳すると「文化工房」）は、中規模および小規模なイベント用の練習スペースやコンサートホールがあり、パンクやロックのコンサートに用いられている。

### 美術館、博物館、ギャラリー

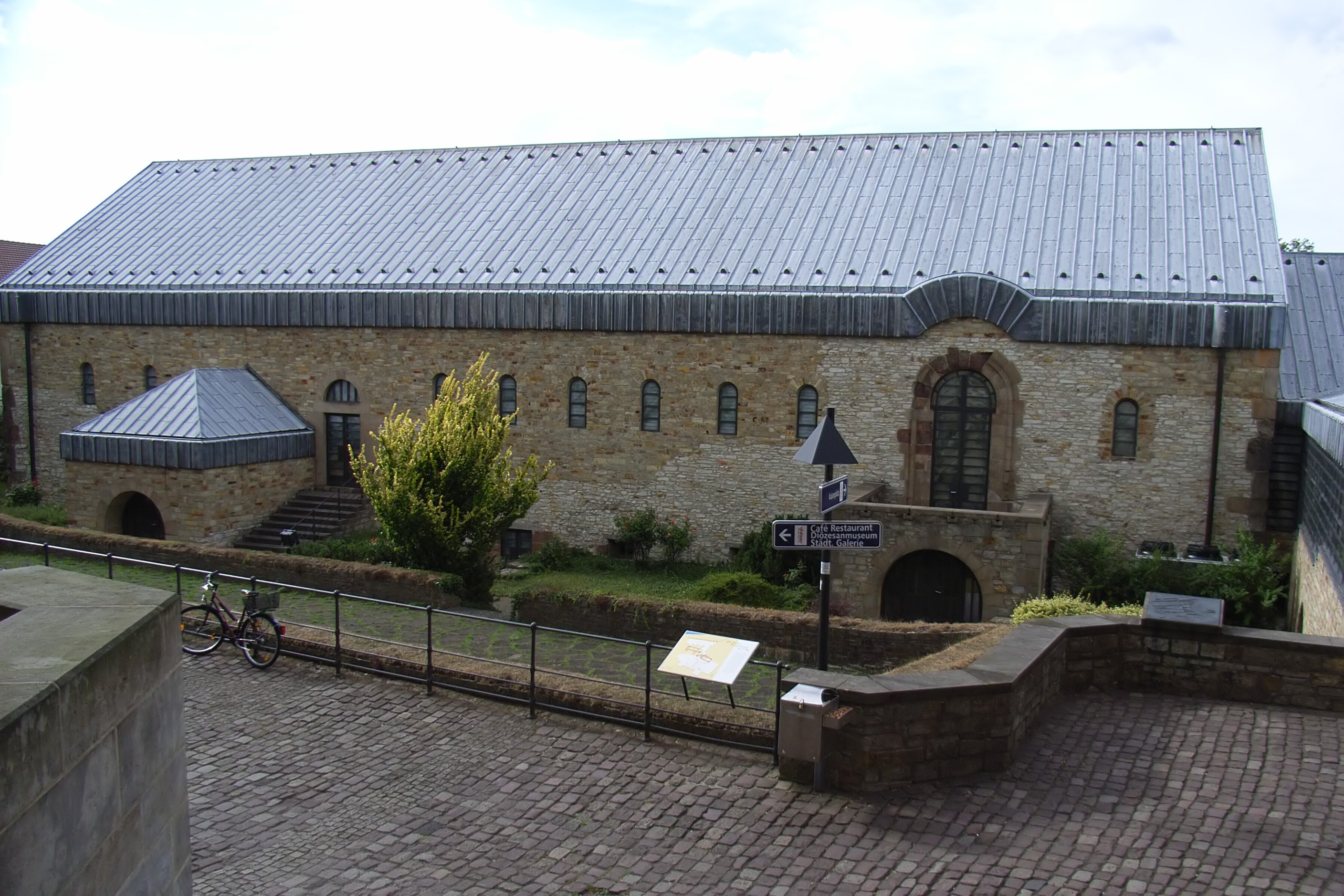
パーダーボルン王宮博物館

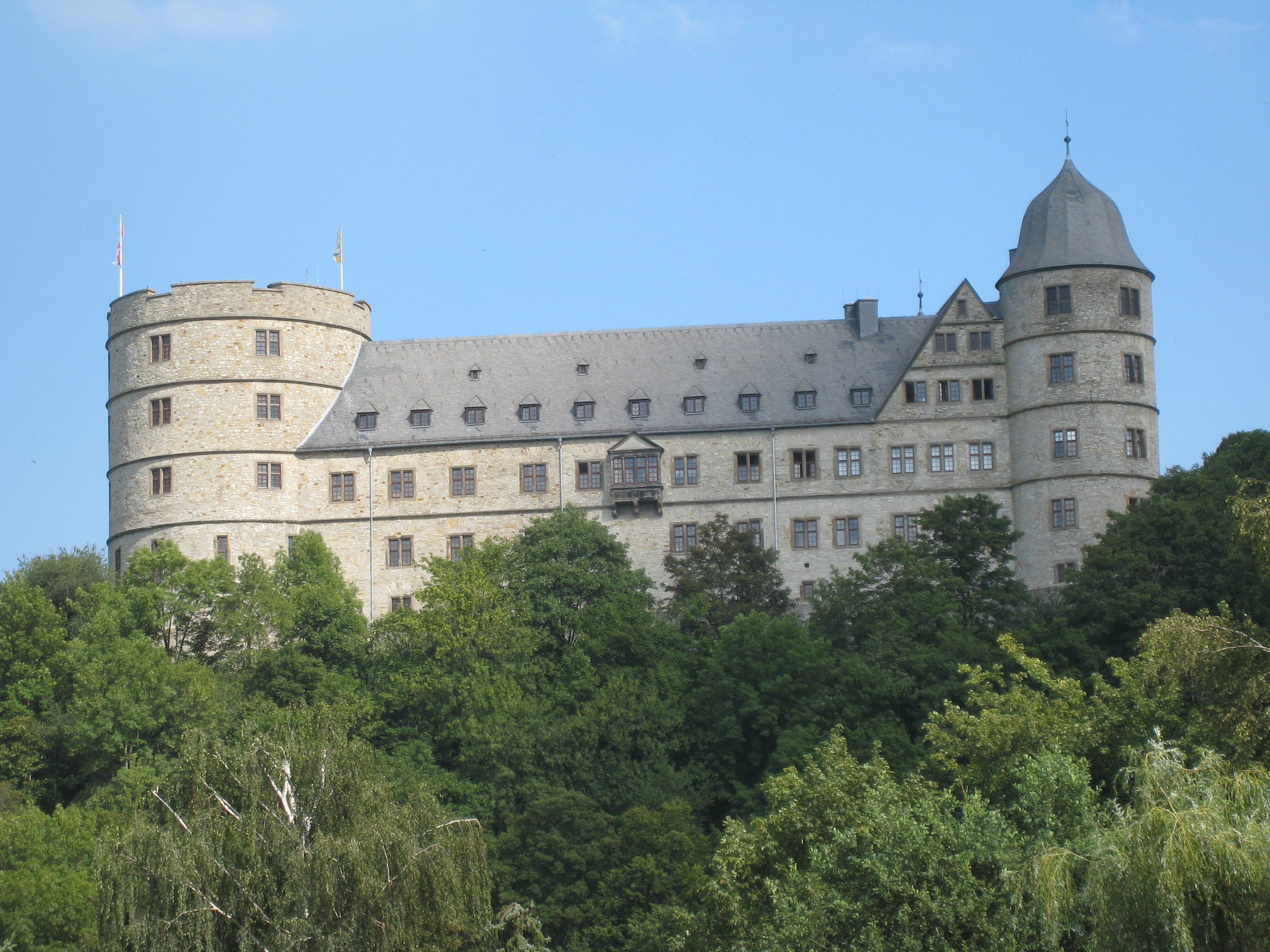
ヴェーヴェルスブルク城

パーダーボルンには、芸術作品や歴史的文物の他に工業文化を紹介するものを含め、12の美術館・博物館がある。「王宮博物館」は、カロリング朝およびオットー朝時代の史料を展示している。「大司教区博物館と大聖堂宝物庫」は、主に10世紀から20世紀の宗教文化に関するコレクションを収蔵している。「ハインツ・ニクスドルフ・ムゼウムスフォーラム (HNF)」は広範なコンピューター博物館であり、情報・コミュニケーション工学の5000年の歴史を展示している。「アプディングホーフの市立ギャラリー」は主に表現主義およびドレスデン分離派のグラフィック作品を中心としている。「パーダーボルン学校博物館」は、パーダーボルンの1200年間の教育史を紹介している。「アルス・サクラーレ」は、宗教芸術の美術館で、カッサウ家内にある。アダム＝ウント＝エーファ・ハウスの「都市歴史博物館」は、創設期から第二次世界大戦の戦後復興期までの市の歴史に関する展示を行っている。ノイハウス城の「マールシュタルの自然博物館」の重点は土着の動植物である。「ライトハレの市立ギャラリー」は、17世紀から20世紀の絵画やグラフィック作品を展示している。「ドイツ・トラクターおよび模型自動車博物館」は、ドイツの主なメーカーのトラクター 100台以上を収蔵している。現代美術作品を有する「クンストハレ・パーダーボルン」は入れ替え展示を行っている。パーダーボルン郡の「郡立博物館」はヴェーヴェルスブルク城内に入居している。この歴史博物館は、定住の始まりから1802年の世俗化までのパーダーボルン地方の歴史を紹介している。この他に、1933年から1945年のSSのカルトおよびテロリズムの温床としてのヴェーヴェルスブルク城に関する資料や東部中欧・難民・放逐民融和策に関する資料などの現代史に関する資料を収蔵している。

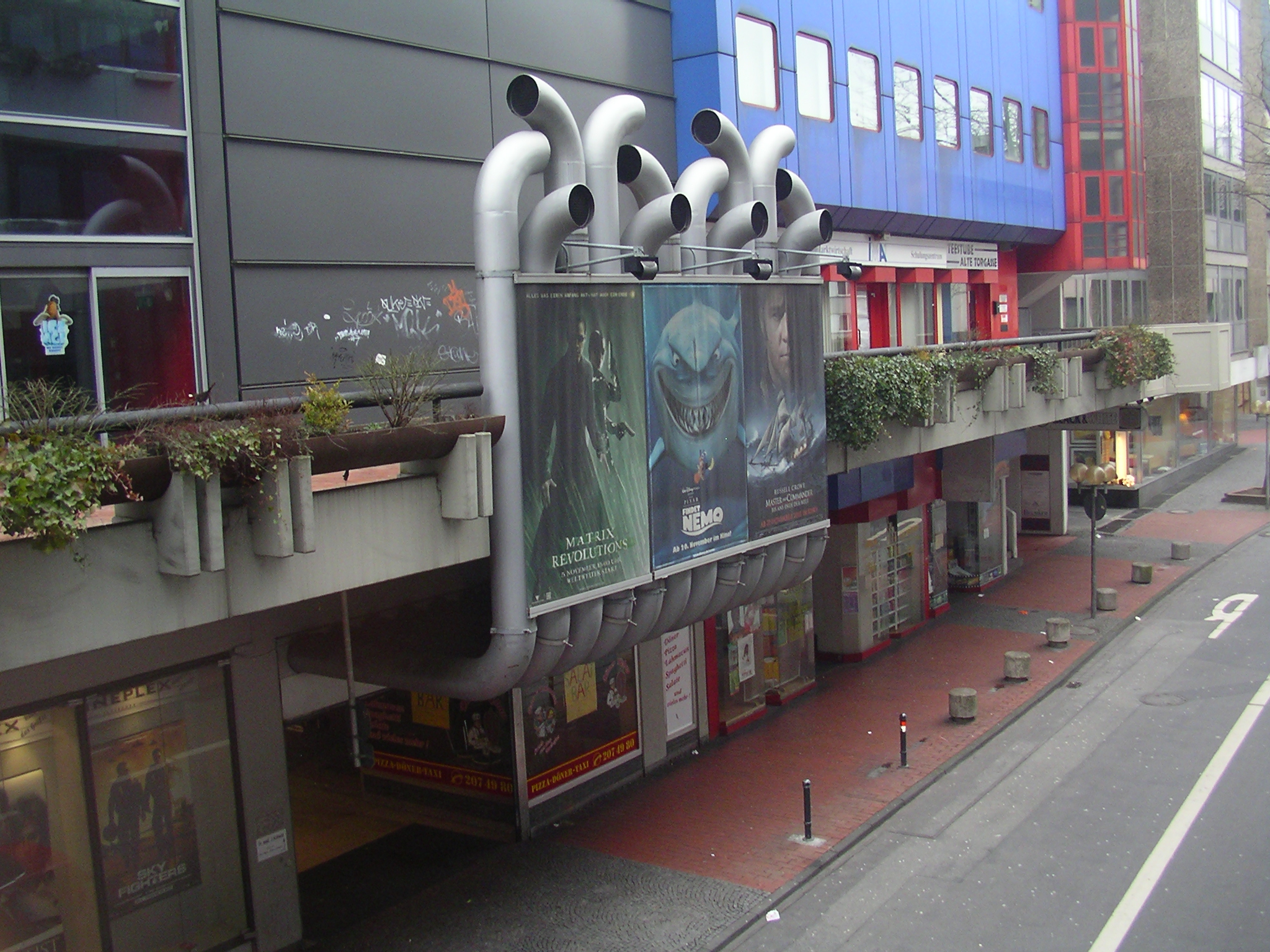
ヴェステルン通りのシネマコンプレックス

- 大司教区博物館
- ハインツ・ニクスドルフ・ムゼウムスフォーラム
- アプディングホーフ市立ギャラリー
- アダム＝ウント＝エーファ・ハウス
- マールシュタルの自然博物館
- ライトハレ
- ドイツ・トラクターおよび模型自動車博物館

### 映画
パーダーボルンには2つのシネマコンプレックスがある。ともに内市街にあり、1つがヴェステルン通りのシネプレックス、もう1つが旧市街南端のショッピングセンター「リボーリ＝ギャレリー」にあるUCIキーノヴェルトである。パーダーボルン大学の学生によって設立されたプログラム映画サークル「リヒトブリック」は、シネプレックスや大学の映写室で定期的にプログラム映画の上映を行っている。

### 建築

#### 内市街
パーダーボルン市の主要な建築文化財は、10世紀から13世紀および17世紀から18世紀のバロックの時代に建設された。1802年からのプロイセン支配により、パーダーボルンは文化財の面でも重要性を完全に喪失した。第二次世界大戦後に一部の古い建物が解体され、大司教博物館のような近代的な建造物が建てられた。自動車優先を配慮した内市街には、コンクリート造りの、当時の極端に進歩的な外観の建物群がケーニヒス広場沿いに建てられた。しかしこれらは現在否定的な評価を受けている。

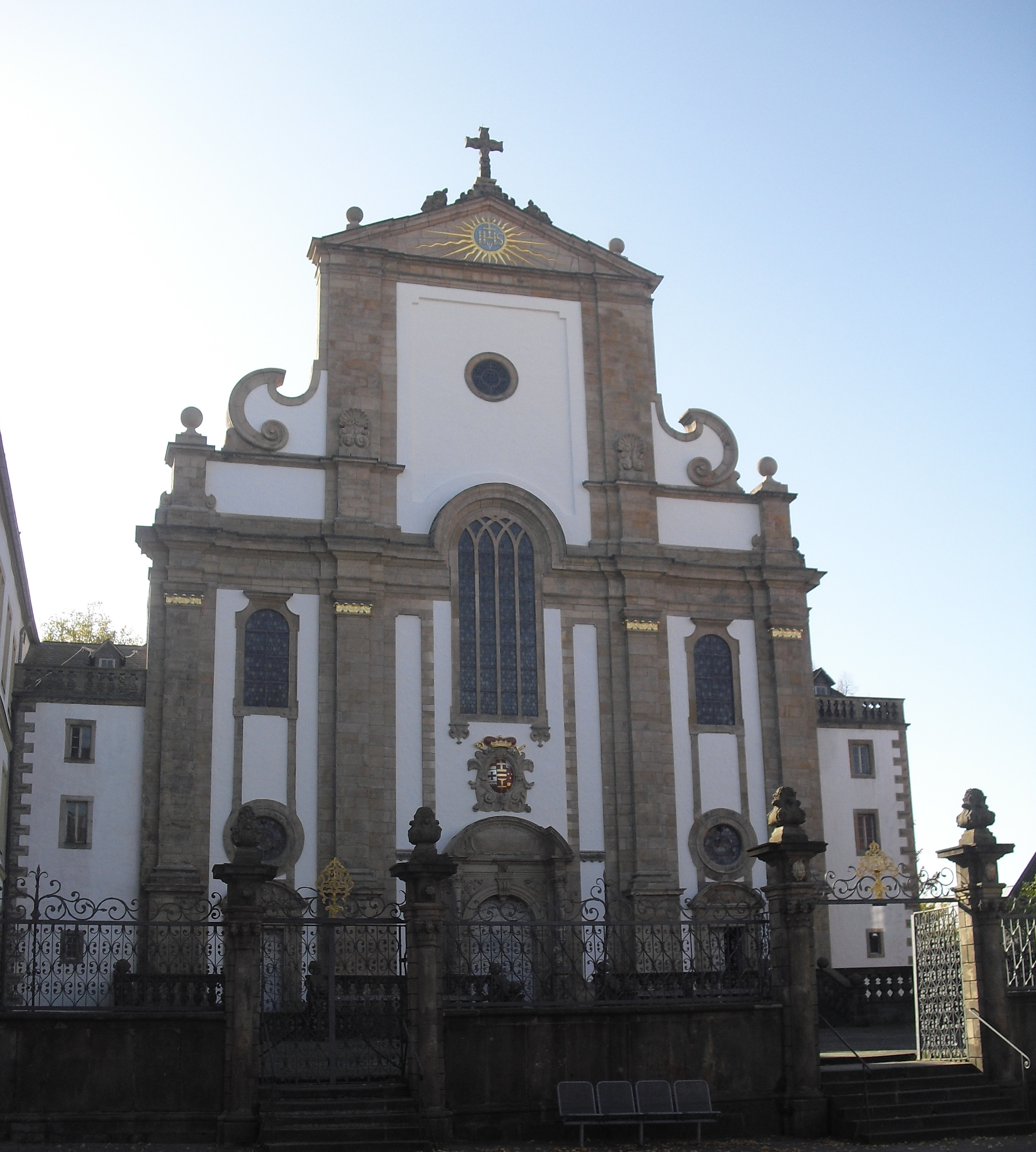
マルクト教会

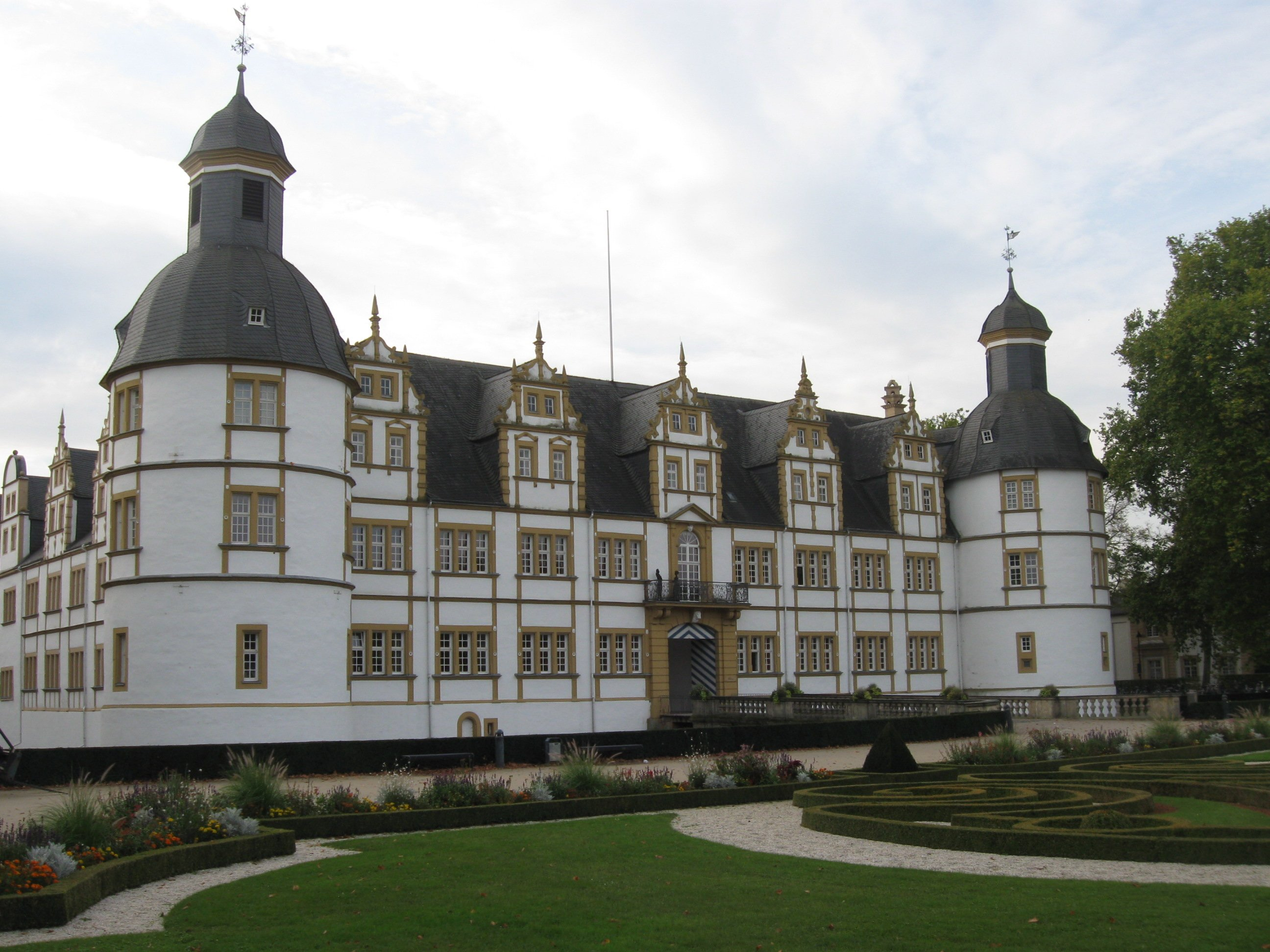
ノイハウス城

##### 教会および修道院
- 大聖堂。パーダー川の水源の畔に建つこの街の象徴的建造物である。3羽のウサギの窓がある。
- バルトロメウス礼拝堂。アルプスの北側で最も古いハレンキルヒェ。卓越した音響を誇る。
- マルクト教会。バロック建築
- ガウ教会
- アプディングホーフ教会
- ブスドルフ教会
- カプチン会教会
- ヘルツ＝イエズ教会
- フランシスコ会修道院
- ミヒャエルス修道院

##### その他
- 市庁舎。ヴェーザールネサンス建築。
- テオドリアヌム
- ハイアースブルク。市壁沿いに建っており、中世には監視人の宿舎として利用されていた。19世紀には寄宿制の神学校として用いられた。

#### その他の管区
- ノイハウス城。ノイハウス市区。主館の他に水堀、厩舎、バロック庭園が遺る。
- ヴェーヴェルスブルク城。ドイツで唯一の三角形の城砦で、歴史的経緯から現在はナチス時代に関する博物館が入居している。
- ハクスター監視塔。「光の塔」とも呼ばれる。15世紀に建設された。かつてはパーダーボルン周辺の防衛施設の一部で、市の南東部の見張り塔であった。1945年に誤って爆破され、1986年に高さ 9 m の展望塔として再建された[53]。

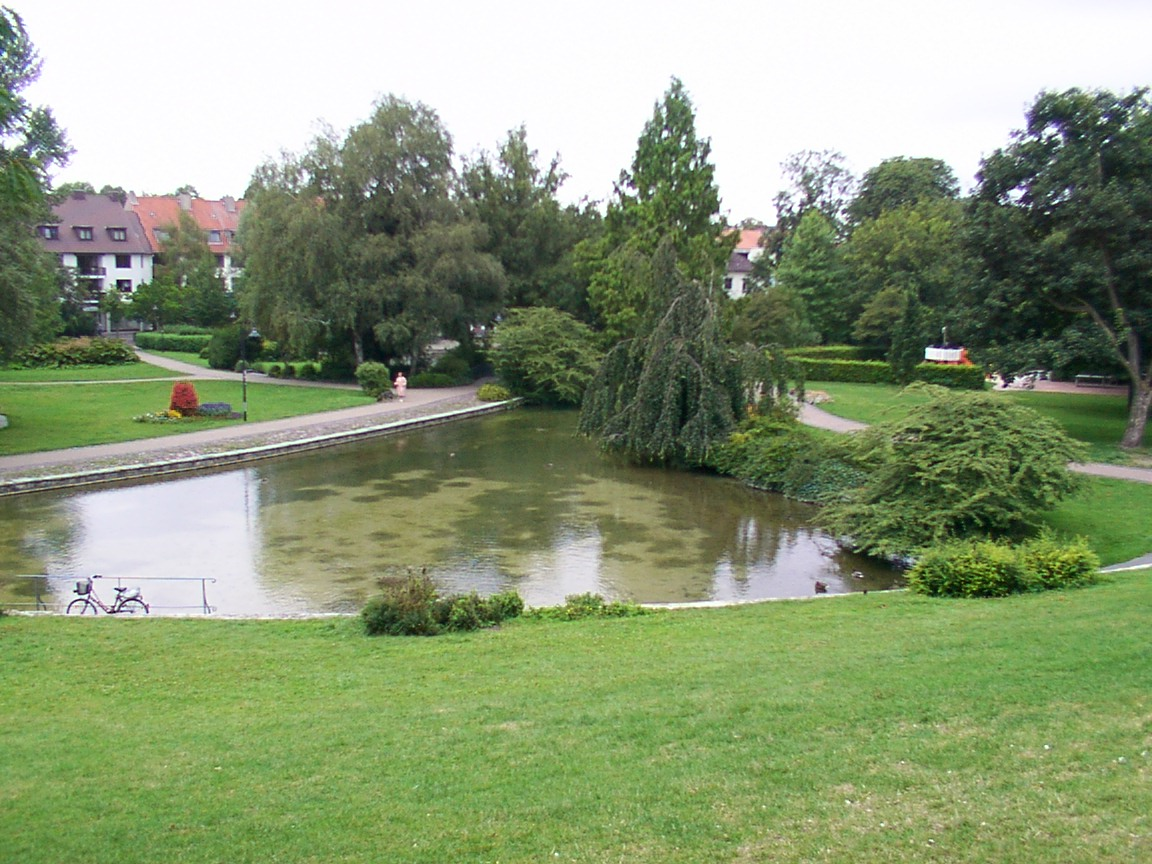
アプディングホーフのパーダー川水源域

- 大聖堂の3羽のウサギの窓
- バルトロメウス礼拝堂
- ガウ教会
- ブスドルフ教会
- ヘルツ＝イエズ教会
- フランシスコ会修道院教会
- ミヒャエルス修道院
- ハイアースブルク
- ハクスター監視塔

### 緑地および近郊保養地
市内の大きな公園や森林は近郊保養地となっている。ボルケナー通り沿いジュートシュタットにある市民広場、リーメーケフィールテルにあるリーメーケ公園、タウゼントクヴェルの公園、フィッシュタイヘやパーダー湖沿いの土地、特にパーダーボルンの中央に位置する緑地で約200のカルスト泉がありパーダー川が湧出するパーダー川水源域などである。ここからシュロス・ノイハウス市区までパーダー川沿いにパーダーアウエンが伸びている。シュロス・ノイハウス市区には、1994年にノルトライン＝ヴェストファーレン州ガーデンショーの会場となったシュロス・アウエンパークがあり、パーダー川、リッペ川アルメ川が流れ込んでいる。さらに、11の貸し菜園協会が趣味の菜園を提供している。ハービヒツゼー、タレゼー、ヴァルトゼーといった多くの湖がリッペゼーとともに保養地となっている。

### スポーツ
サッカークラブ SCパーダーボルン07 は、ブンデスリーガ2部でプレイしている。2014年にブンデスリーガ1部に昇格したが、1年で 2部に戻った。これ以前は、1982年から1983年まで、2005年から2008年まで、2009年から2014年までブンデスリーガ2部に所属した。
ドイツで最も成功した野球チームが、1999年から2005年まで6連覇を果たしたパーダーボルン・アンタッチャブルスである。バスケットボールクラブのパーダーボルン・バスケッツはブンデスリーガ2部に所属している。射撃クラブのザンクト・フーベルトゥス・エルゼンは、2004/2005年シーズンからエアガン・ブンデスリーガに属しており、2006年にはドイツ・チャンピオンになった。アメリカンフットボールは、パーダーボルン・ドルフィンズがプレイしている。1990年代にはブンデスリーガ1部あるいは2部で成功を収めたが、2004年にフェアバンツリーガ NRW で新たなスタートを切った。すべての試合に勝利するパーフェクトなシーズンを2シーズン過ごし、ドルフィンズはレギオナルリーガ NRW に昇格した。パーダーボルナー・スカッシュ・クラブは、ヨーロッパで最も成功したスカッシュクラブの1つであり、パーダーボルンのアーホルン・シュポルトパルクで開催された2011年スカッシュ・チーム世界チャンピオン男子大会の主催者となった。ドイツ・チャンピオン大会優勝 10回、ヨーロッパレベルのタイトル戦優勝 7回（2003年から2005年までヨーロッパ杯 3連覇）、その他数多くの世界あるいはヨーロッパ・チャンピオンを獲得していることが成功の明らかな証である。ジーモン・レスナーはこのクラブに所属し、ドイツ・チャンピオン大会個人優勝を 8回達成した。バーンゴルフ（ミニゴルフ）については、パーダーボルンには4つのミニゴルフ場があり、4つのクラブが存在する。最も成功しているチームは、フェアバンツリーガでプレイする 1. BGC パーダーボルンで、その施設「アン・デン・フィッシュタイヒェン」は人気の行楽地でもある。運動学/知覚に研究の重点を置くスポーツ学者やすべての学生は、専用のゴルフ場を有するパーダーボルン大学ゴルフアカデミーを利用することができる。
SC グリューン＝ヴァイス 1920 e.V. パーダーボルンは、会員数 3,500人の、この地域最大の他種目スポーツクラブである。21の部門があり、多彩なスポーツ種目に参加する機会をカバーしている。TC グリューン＝ヴァイス・パーダーボルンは2008年に SC グリューン＝ヴァイスから分離されたテニスクラブである。会員数491名で、パーダーボルン郡最大、オストヴェストファーレン＝リッペでも最大級のテニスクラブである。1. パーダーボルン水泳クラブは、女子チームおよび男子チームがブンデスリーガ2部に所属している。また、水中ラグビーチームはブンデスリーガ1部でプレイしている。LCパーダーボルンは900人以上の会員を擁するパーダーボルン最大の陸上競技クラブで、クラウディア・トンやリリー・シュヴァルツコップをはじめ、オリンピック出場選手を繰り返し輩出している。TV 1875 パーダーボルンは、16部門を有する大規模な広域・専門スポーツクラブである。
VdP 1989 e.V.（フェライン・デア・プールシュピーラー）は、地元のプールビリヤードクラブである。120人の会員と4つのチームがあり、オーバーリーガでプレイしている。スケート・ナイト振興友の会パーダーボルン e.V. は定期的にパーダーボルンの通りをインライン・スケートで巡る公開ツアーを開催している。

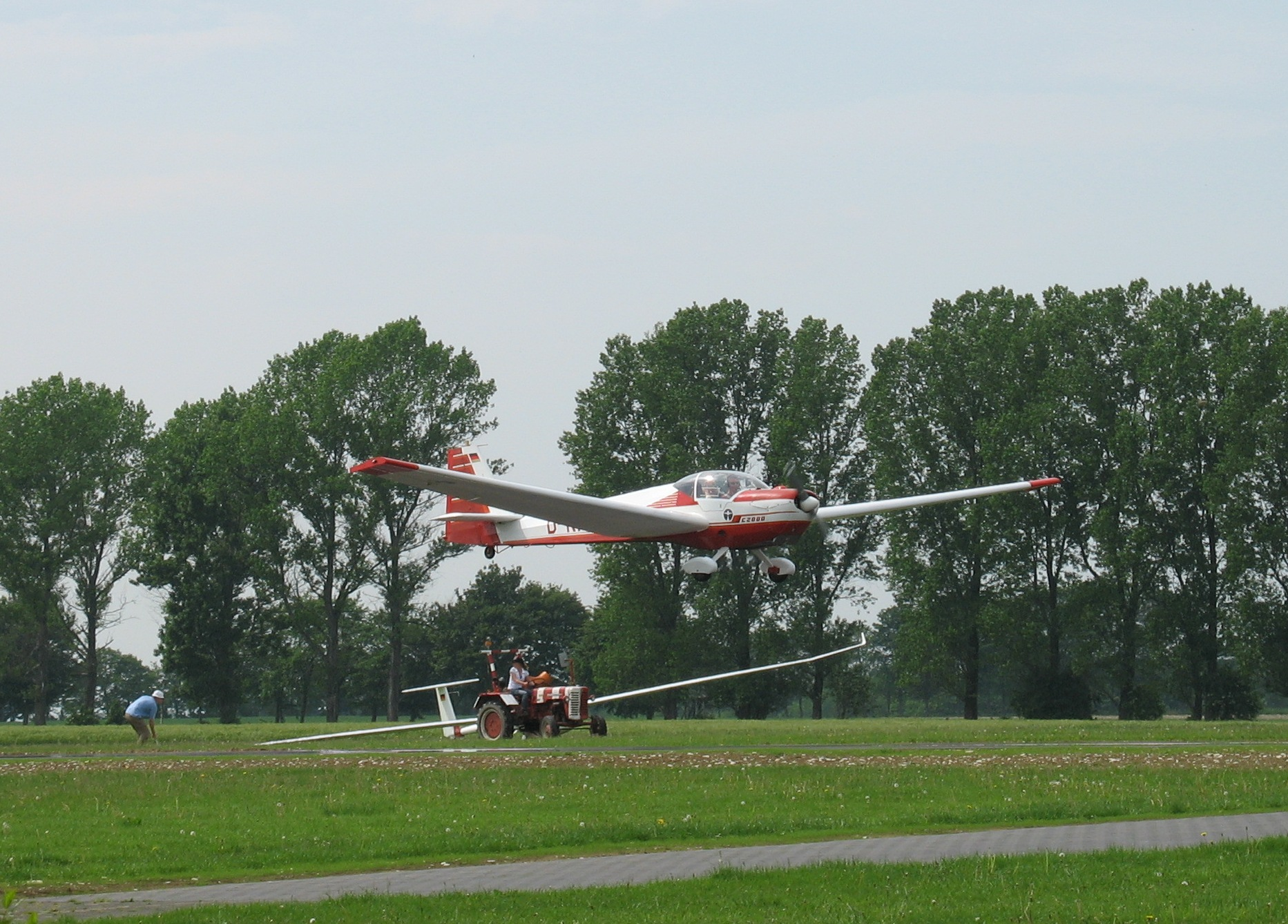
航空スポーツ協会パーダーボルン e.V. のモーターグライダー

航空スポーツ協会パーダーボルン e.V.（LSG パーダーボルン）は、パーダーボルン＝ハクスターベルク飛行場と、パーダーボルンとボルヒェンとの間にある模型飛行場を運営している。後者は、モーター飛行機、モーターグライダー、グライダー、超軽量飛行機、模型飛行機の離着陸ができる。この飛行場はグライダーの地方管制拠点となっており、世界選手権大会が何度か行われている。このクラブはグライダー曲芸飛行の世界チャンピオンに何度かなっている。
リーゼ＝マイトナー実科学校は2011/2012年の学年からノルトライン＝ヴェストファーレン州で初めてプロスポーツクラスを設けた。G8システムをベースに専門上級学年を設けたものである。この学校は、スポーツを志す生徒を支援し、その機会を与えるために、スポーツ・ギムナジウムと協力している。これ以前にライスマン＝ギムナジウム・パーダーボルンは数年間プロスポーツクラスを設けていたが、2012/2013年の学年からNRW-シュポルトシューレとなった。これはノルトライン＝ヴェストファーレン州全体で8校が参加する選抜サークルのうちの1校である。

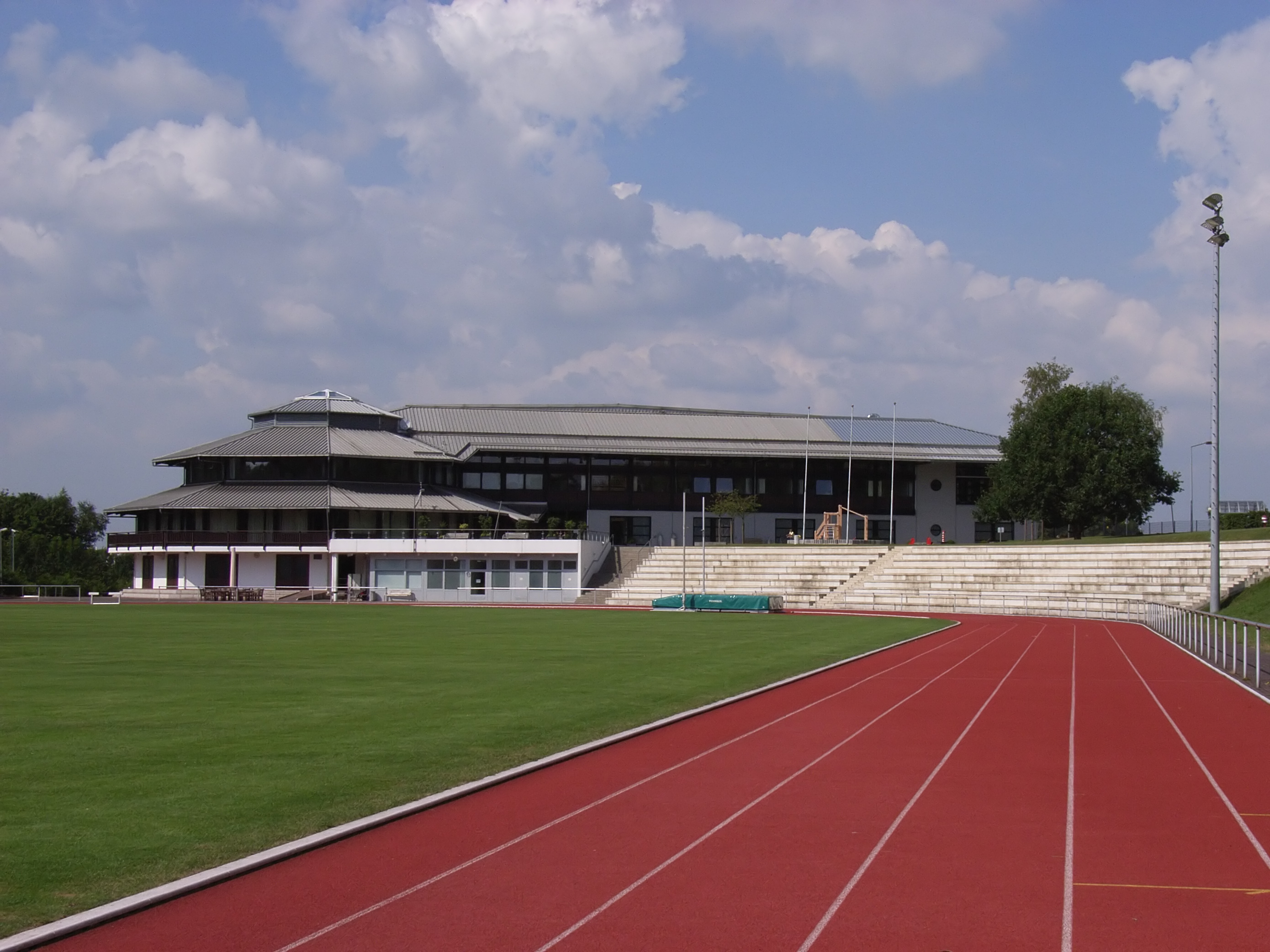
アーホルン・シュポルトパルク

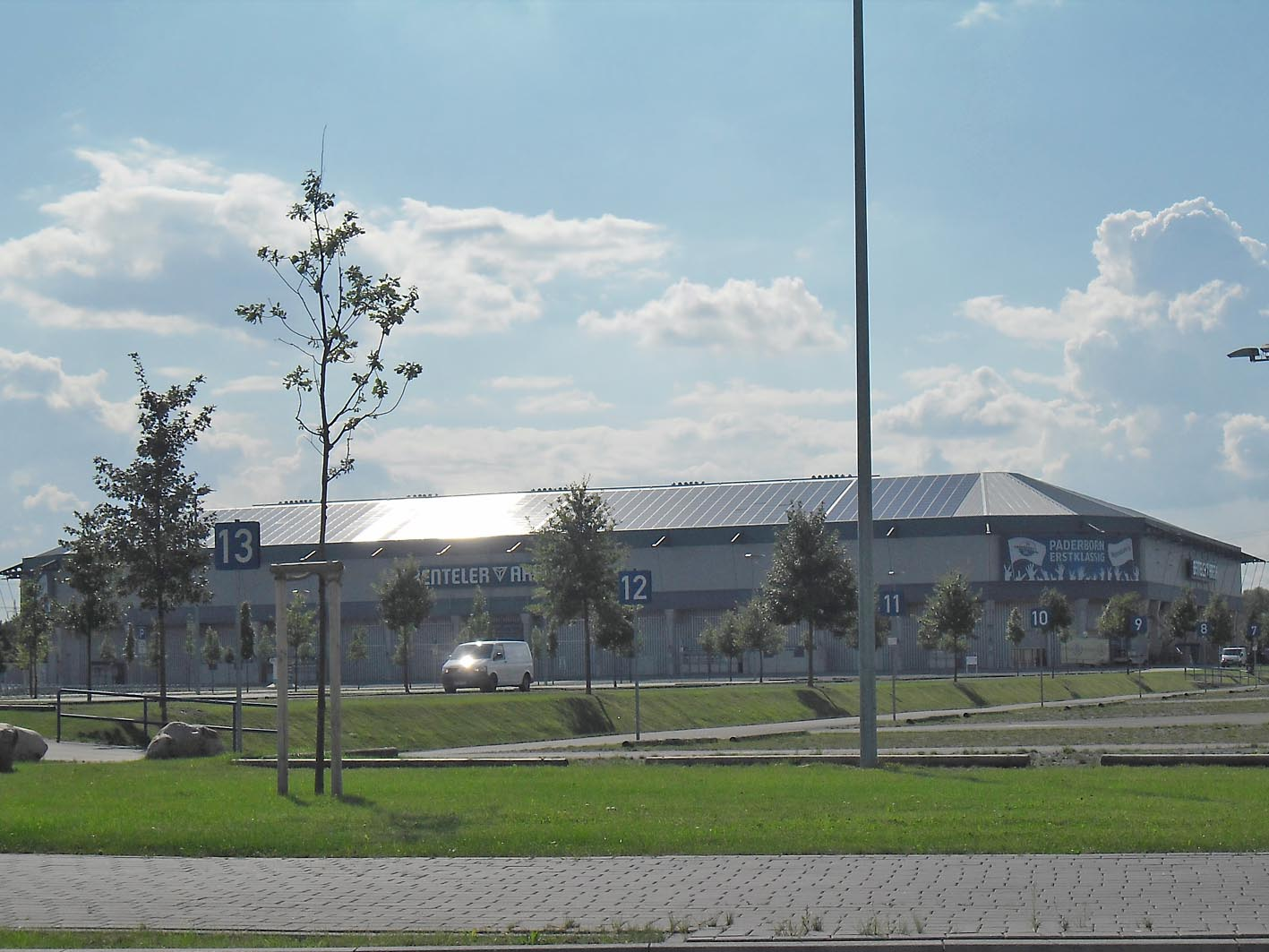
ベンテラー・アレーナ

#### スポーツ施設
パーダーボルンは以下のスポーツ施設を有している。貸しボートがある「パーダークレッターパルク」、フィッシュタイヒェン沿いの照明施設が設けられたランニングコース、サッカートレーニング施設裏ゴルトグルントの「スケートおよびインラインパーク」、「アーホルン・シュポルトパルク」（スタジアムと、陸上競技、ダンス、体操、バレーボール、バレーボール、スカッシュ用の体育館および照明設備のあるランニングコースと小グランド）、「アーホルン野球場」、バスケットボールなどに用いられる「マスペルンプラッツ・スポーツセンター」（「マスペルンハレ」とも呼ばれる）、かつてはサッカーグラウンドで現在はアメリカンフットボール・チーム（ドルフィンズ）のホームグラウンドとなっている「ヘルマン＝レンス＝シュターディオン」、「ヴァルトシュターディオン・ジュートシュタット」（サッカークラブ「シュポルトフロインデ・ブラウ・ヴァイス・パーダーボルン」のホームスタジアム）、約 6,000席のアメリカンフットボール・スタジアム「インゼルバートシュターディオン」、15,000席のサッカー・スタジアム「ベンテラー・アレーナ」、射撃場、ボウリング場、リッペ湖でのヨット、隣のネストハウザー湖の水上スキー施設、多くの湖（ハービヒト湖、ネストハウザー湖など）でのダイビング、パーダー川やリッペ川のカヌー障害コース、多くのセンターや施設（フュラースハイデ、ツンホーフ、ハクスターグルント）での乗馬、グライダーおよびモーター飛行センター・ハクスターベルク、ゴルトグルントのスポーツ・会合センター（フィットネス・スタジオ、クライミング用の壁、ダンスホール、ボクシング、武道）、メンケローのパンプローナ通りのアイススポーツハレ。また、新たなスポーツパーク「ハクスターパルク」が建設中である。ここには、ノルトライン＝ヴェストファーレン州唯一のゴルフ場でのゴルフや、アーチェリー、クライミングが楽しめる予定である。市内全体で12のテニスクラブがそれぞれ独自のテニスコートを有しており、5つのクラブは附属の屋内テニスコートを有している。

##### 水泳プール
パーダーボルンには、屋外プールが2箇所、屋内プールが4箇所ある。屋外プールはヴァルトバートとローラントバート、屋内プールはシュヴィムオーパー（8×50 m の競泳プール、電動式クロノメーター、観客スタンドがある）、レジデンツバート、アリソバート、キリアンバートである。バート・リップシュプリンゲには、ウォータースライダー、サウナ、渦巻きプールがあるヴェストファーレン＝テルメ・バーデシュパースがある。

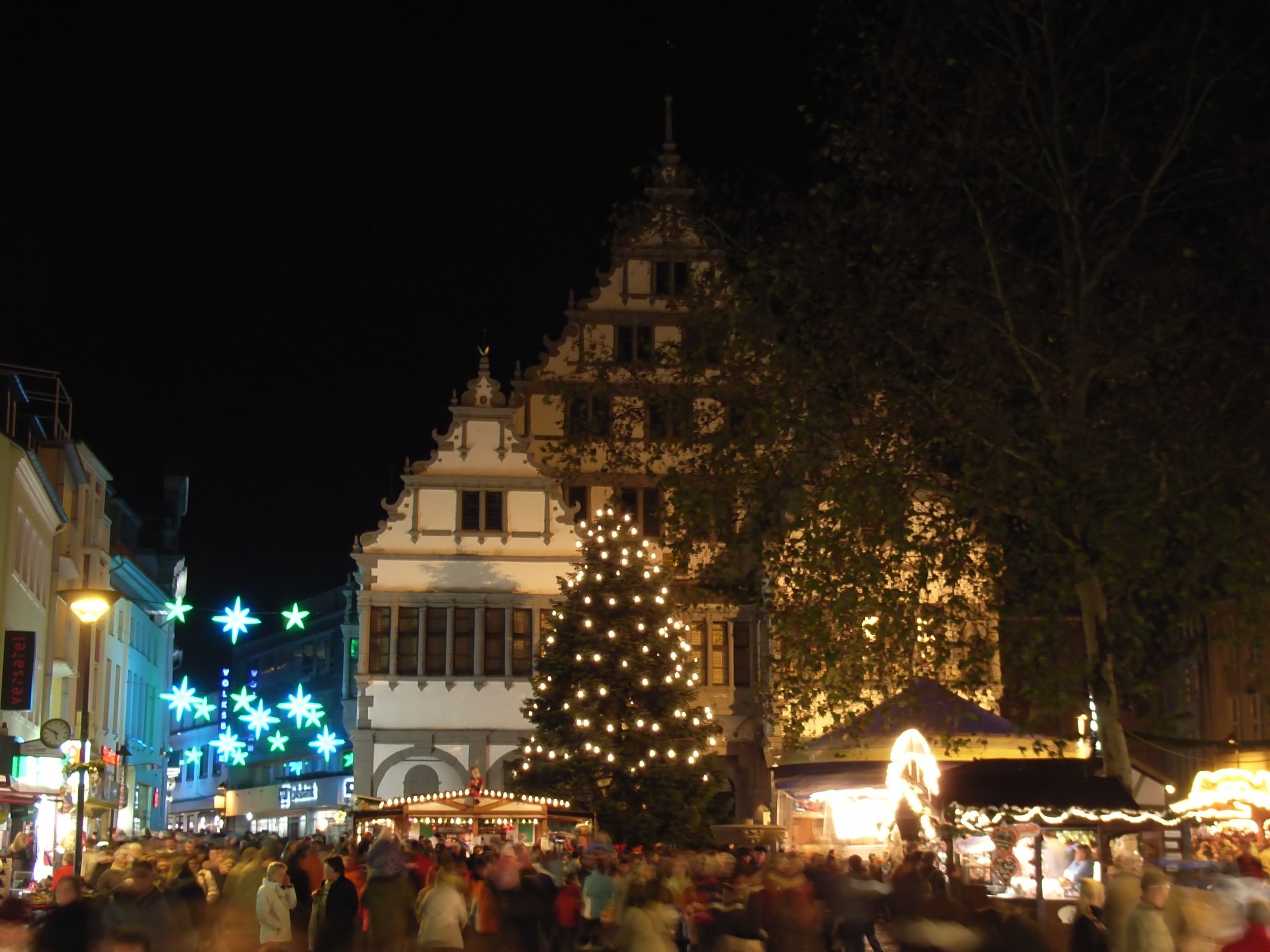
市庁舎広場のクリスマスマーケット

### 年中行事
パーダーボルンの1年のイベントは、カーニバルのパレードで始まる。この前の木曜日（女たちの謝肉祭）はほとんど祭りの様相を呈している。3月には、30年以上前からパーダーボルン人形劇週間が開催される。近年はパーダーボルン文学の日もある。4月にはルナパルクで、パーダーボルンで最も新しい教会開基祭が開かれる。聖土曜日にドイツで最も古いロードレース「パーダーボルナー・オスターラウフ」がスタートし、国際的なスターが参加する。5月は春祭り、内市街の演劇祭、ドラムス ’n‘ パーカッションがある。ドラムス ’n‘ パーカッションはヨーロッパ最大の打楽器の祭典である。この2年ごとのイベントは、ムジカ・サクラ・パーダーボルンが主催している。
5月から9月まで、シュロス・ノイハウス市区ではシュロスゾンマー（城館の夏）が開催される。6月にはAstA（学生組合）の夏祭りが大学で開催される。これは、ドイツ最大の学生主催の祭りである。7月には射撃祭を祝う。この街最大の祭りが、7月の最終週末から9日間にわたって開催されるリボーリ祭でヨーロッパの日や手工業の日がこれに含まれる。この祭りはドイツ最大級の世俗祭の1つである。8月には司教区の日がある。さらに夏季には、2年ごとに大聖堂演劇祭が開催される。
9月は、パーダーボルンのオーゲルゾンマー（オルガンの夏）に心惹かれる。10月にはドイツ全土でホンキー・トンク・クナイペンフェスティヴァルが開催され、パーダーボルンでもこれが祝われる。同じく10月に、リボーリ祭の縮小版とも言うべき秋のリボーリ祭が開催される。そして、毎年大聖堂広場で開催されるクリスマスマーケットが1年を締めくくる。

### 名物料理・食材
パーダーボルンとその周辺では、パーダーボルナー・ラントブロットというライ麦の混ざったパンが食されている。パーダーボルンでは中世から、パーダーボルナー・ビール（主にピルスナービールである）が醸造されている。民営ブルワリー、ニースグループによるパーダーボルナー・ブルワリー取得により、1992年から「パーダーボルナー・ピルスナー」および「パーダーボルナー・ゴルトピルスナー」の商標は、ヴァールシュタイナー・ブルワリーグループであるクラーマー家のものとなっている。

## 経済と社会資本

### 企業
パーダーボルンは食品産業および自動車下請け業の分野での工業が定着している。コンピュータのパイオニアであるハインツ・ニクスドルフによって1970年代以降ITサービス業が飛躍的に成長した。この街はドイツ全体でもITサービスの先端都市の一つとなっている。テクノロジーパークの 2/3 の企業がパーダーボルン大学から分離されたベンチャー企業である。サービス業部門も成長している。市の発展に応じて社会資本の拡充が行われてきた（たとえば空港建設、アウトバーン A33号線建設、高速鉄道網 IC/ICE への接続など）。パーダーボルンは、パーダーボルン郡、ヘクスター郡、ゾースト郡（旧リッペ郡）、ホーホザウアーラント郡の一部（旧ブリロン郡）、およびヘッセン州北部ヴァルデック地方北部の上級中心都市として人気の商業都市でもある。パーダーボルンには専門店や高級ブティックがあり、2011年9月にオープンしたテアターフィールテル（フォルクスバンク通りとノイアー広場）の様な新しい商店街も急速に発展している。1970年代に建設されたケーニヒス広場を現代風に再開発し、新たな商店を整備する計画がある。
地方裁判所と区裁判所があることで、この街は広域の司法都市にもなっている。

#### 地元企業
以下の企業がパーダーボルンに本社、あるいは少なくも拠点を置いている: アトス（IT-サービス）、ベンテラー（鉄鋼、パイプ、自動車技術、販売）、ブレーマー AG（建設業）、C-LAB（アトスおよびパーダーボルン大学の共同イノベーション工房）、クラース（農業機器）、ドイツ鉄道 AG（車両保守）、dSPACE GmbH（音響設備開発）、フェアジェット（航空機産業）、フィンケ（家具小売業）、フレクストロニクス（プリント基板、機械部品、光学部品）、富士通テクノロジー・ソリューションズ（テクノロジー）、レーディゲ兄弟機械製造 GmbH、ハルトマン・インターナショナル（運輸・流通）、ヘラ（照明システム、車両電子システム）、ライトパワー GmbH（劇場照明）、シーメンス AG（IT-サービス）シュトゥーテ食品工場、ウニヴァーサル・トランスポート・ミヒェルス（運輸）、ウェブウォッシャー（IT-サービス）、ヴェストフライシュ e.G.（食品）、ヴィンコール・ニクスドルフ（現金自動預け払い機、インターネット・キオスク）

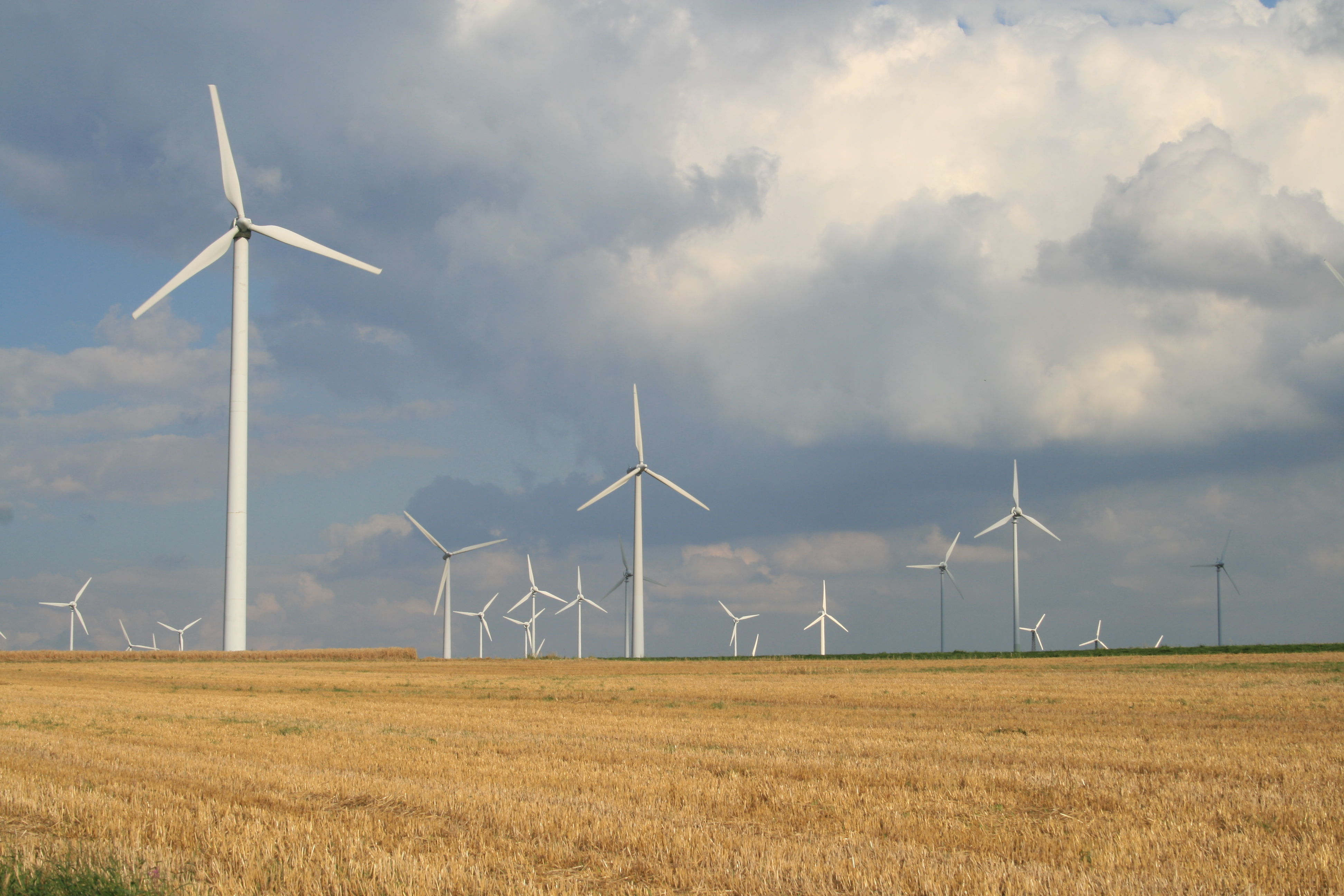
ヴィントパルク・アセルン

### エネルギー産業
パーダーボルナー高地にあるヴィントパルク・アセルンは、62基の風力発電機で 36 MW を発電している。その広さは 380 ha である。この風力発電所はパーダーボルン郡リヒテナウのアセルン地区に近いが、行政区画上は本市のベンハウゼン市区およびノイエンベーケン市区に属す。1997年の完成時点では、ヨーロッパ最大級の内陸風力発電施設の一つであった。
EWO エネルギーテクノロジー GmbH の2002年の研究で、パーダーボルンのベンハウゼン市区、ノイエンベーケン市区、ダール市区は原子力発電所の候補地として記載されていた。
この他に、連邦アウトバーン A33号線と並行に、380 kVの高圧送電線がパーダーボルン市内を通っている。この送電線はパーダーボルン＝エルゼンの変電所に引き込まれている。

### メディア
パーダーボルンでは、ビーレフェルトで制作される地方日刊紙が2紙刊行されている。ノイエ・ヴェストフェリシェとヴェストファーレンブラットであるが、後者はパーダーボルンではヴェストフェリシェス・フォルクスブラットというタイトルで刊行されている。週に1度フリーペーパーの「パーダーボルン・アム・ゾンターク」が刊行されている。月刊紙では、イベント情報や文化情報の無料タウンマガジン「ダス・ヘルフト」、プリント媒体およびウェブサイトでデジタル情報も発信しているタウンマガジンで iPhone や Android のスマートフォン用アプリも用意された「ポルト01」、ウェブのタウンマガジン「ホーホグランツ」もある。さらに、パーダーボルン郡、ヘクスター郡向けに、地方史、文学、芸術を扱った「ディー・ヴァルテ」が年に4回発行される。
ローカル放送局「ラジオ・ホーホシュティフト」は、93.7 MHz、88.1 MHz およびケーブル放送の 87.6 MHz で放送している。イギリス軍兵士およびその家族向けの英語ラジオ放送が受信できる（ビーレフェルトからの BFBSラジオ1: 103.00MHz、ケーブルネットでは 94.85 MHz、パーダーボルン放送局からの BFBSラジオ2: 105.00 MHz）。多チャンネルの BFBSテレビプログラムは2006年5月からデジタル放送化され受信権を持つ人だけが受信できるようになった（ケーブルまたは衛星放送）。大学のラジオ放送「L’UniCo」は2009年から89.4 MHz およびウェブラジオで放送されている。
西部ドイツ放送 (WDR) は、2007年初めにパーダーボルンに派出所を設けた。WDRのフェンスタープログラム（ラジオ、テレビ）向けのパーダーボルンに関連した地域的な話題やニュースはビーレフェルトの オストヴェストファーレン＝リッペ・ローカルスタジオから放送される。パーダーボルンおよびその周辺向けの市民テレビ「オフェーネ・カナル・パーダーボルン」は、2008年末までケーブルテレビで放送を行っていた。
パーダーボルンでは、DVB-Tの放送もある。DSL の高速インターネット回線が市の中心部をカバーしており、これに加えて VDSL も使用可能である。中心部から離れた市区では DSL は使用できない。市内には数多くの公共のホットスポットが存在する。

### 教育と研究

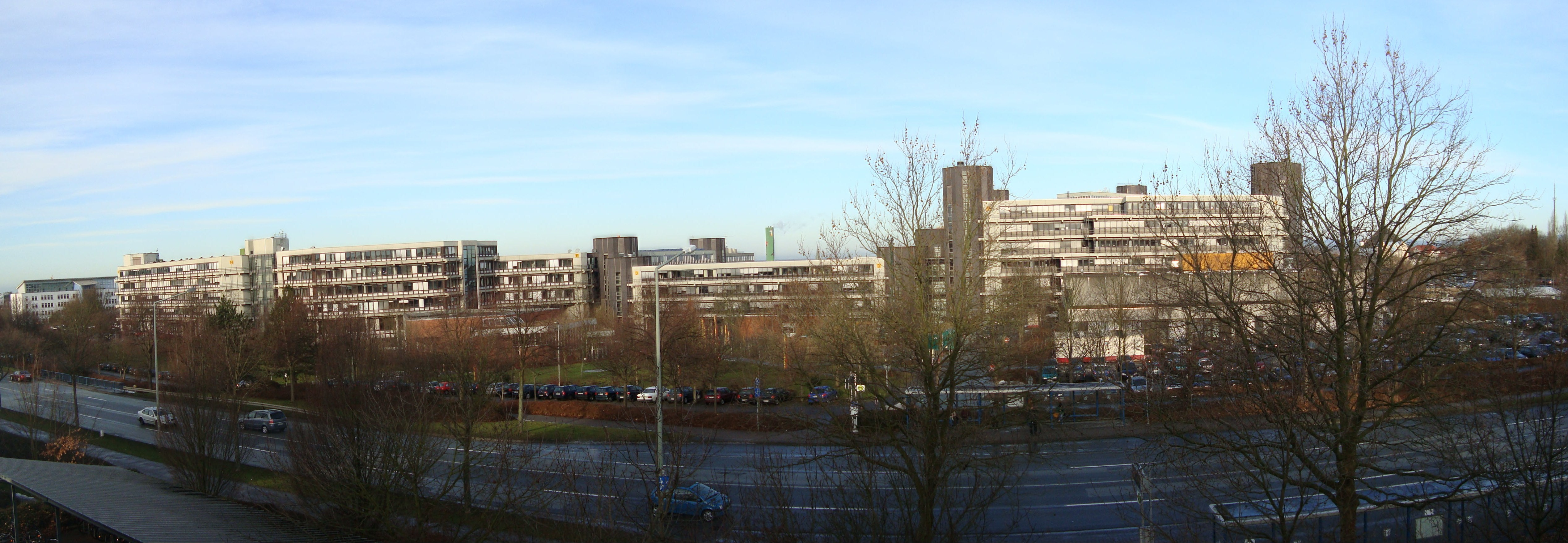
パーダーボルン大学のパノラマ

#### 大学
1790年に大司教領の教員を要するために、パーダーボルンに学校が設立された。1965年にヴェストファーレン教育大学が創設され、パーダーボルンに分校が置かれた。この大学は1972年に Universität-Gesamthochschule として新たに開校し、2002年から総合大学 (Universität) となった。この大学は世界中の100校以上の大学と交流や交換留学のプログラムを有している。105を超える課程（たとえば、英語学 (Anglistik) のA から情報学、芸術学、メディア学、音楽哲学を含め、「しつけ、授業、教育のための補助的メディア (Zusatzqualifikation Medien) と情報工学」の Z まで）の幅広い専門分野を備えている。この大学は情報学分野ではドイツの最先端研究機関の一つであり、英語学/米語学ではノルトライン＝ヴェストファーレン州で最良の教育機関である。歴史学分野では、中世学研究所が知られており、その教授は UNESCO世界遺産委員会の委員となっている。ドイツ学では、An-インスティテュートの枠組みで、ホフマン・フォン・ファラースレーベンが活動した名高いヘクスターのコルヴァイ図書館を調査している。2012年に研究活動に対して大学は約 3800万ユーロを投じた。この大学は、ドイツ研究振興協会の2006年研究ランキングで、電子工学、情報学、システム工学分野でトップ集団に位置づけられている。パーダーボルンの2つのフラウンホーファー研究機関はパーダーボルン大学と緊密な共同研究を行っている。さらに大学とハイテク企業との間で多くのジョイントベンチャーが立ち上がっており、パーダーボルン大学は、ノルトライン＝ヴェストファーレン州で最も起業率の高い大学の一つである。この大学は、地元の科学技術大学と共同で、中国の青島市に中国＝ドイツ技術研究所 (CDTF) を設立した。パーダーボルン大学のハインツ・ニクスドルフ・インスティテュート (HNI) は、フラウンホーファー＝プロジェクトグループ IPT-EM と協力している。その重点的研究ターゲットは、インダストリー4.0 に向けたインテリジェント・マシーン・システムである。

#### カトリック単科大学NRW
カトリック単科大学ノルトライン＝ヴェストファーレン (Katholische Hochschule Nordrhein-Westfalen) は、1971年にカトリック専門単科大学ノルトライン＝ヴェストファーレンとして設立され、パーダーボルンの他にアーヘン、ケルン、ミュンスターにキャンパスを有している。この大学の運営母体は、アーヘン、エッセン、ケルン、ミュンスター、パーダーボルンの大司教区で構成されるカトリック単科大学NRW協会である。

#### 神学研究所
1614年にイエズス会総合大学として設立された現在のパーダーボルン神学研究所 (Theologische Fakultät Paderborn) はヴェストファーレンで最も古い大学である。1917年からこの大学は「哲学・神学アカデミー」という名称であった。教皇パウロ6世は1966年に哲学研究機関として法的地位と、学位を授与する権利をこの大学に与えた。この研究所の図書館がパーダーボルン大司教アカデミー図書館である。

#### 情報分野従事者の職業訓練センター
ハインツ・ニクスドルフによって設立された情報分野従事者の職業訓練センター (Bildungszentrum für informationsverarbeitende Berufe) は、応用情報学の私立の職業学校、専門学校、職業専門学校であり、ベルギッシュ・グラートバッハ、ハノーファー、ドレスデン、ゲルリッツの同学校と形成する公益団体が運営している。

#### 経済専門大学
経済専門大学 (Fachhochschule der Wirtschaft: FHDW) は、1993年に情報分野従事者の職業訓練センターによって創設された。この全国的に有名な私立大学は、ベルギッシュ・グラートバッハ、ビーレフェルト、メットマン、ドレスデン、ハノーファーにもキャンパスを有している。

#### 職業補習高等専門学校
郡が運営する職業補習高等専門学校 (Berufskollegs) が6校ある。経済学および管理学分野の学校がルートヴィヒ＝エルハルト職業補習高等専門学校とシュロス・ノイハウス職業補習高等専門学校である。教育学、社会学、造形学、調理学分野がヘレーネ＝ヴェーバー職業補習高等専門学校、社会学および保健学分野がエディト＝シュタイン職業補習高等専門学校、工学分野がリヒャルト＝フォン＝ヴァイツゼッカー職業補習高等専門学校、農学分野がグレゴール＝メンデル職業補習高等専門学校である。

#### 自己形成・卒後教育機関および学校
パーダーボルンには以下の卒後教育機関がある: ヴェストファーレン補習高等専門学校、b.i.b 国際カレッジ、市民大学、コレギウム・リボーリアヌム、エクメニークのヨハン＝アダム＝メーラー・インスティテュート、教員学習セミナー、パーダーボルン・コスメティック・カレッジ、商業カレッジ、技術・情報関連分野および経済学の教育センター、パーダーボルン薬学技術学習機関。

#### 総合学校
フリードリヒ＝シュペー総合学校、パーダーボルン＝エルゼン総合学校、ハイツ・ニクスドルフ総合学校

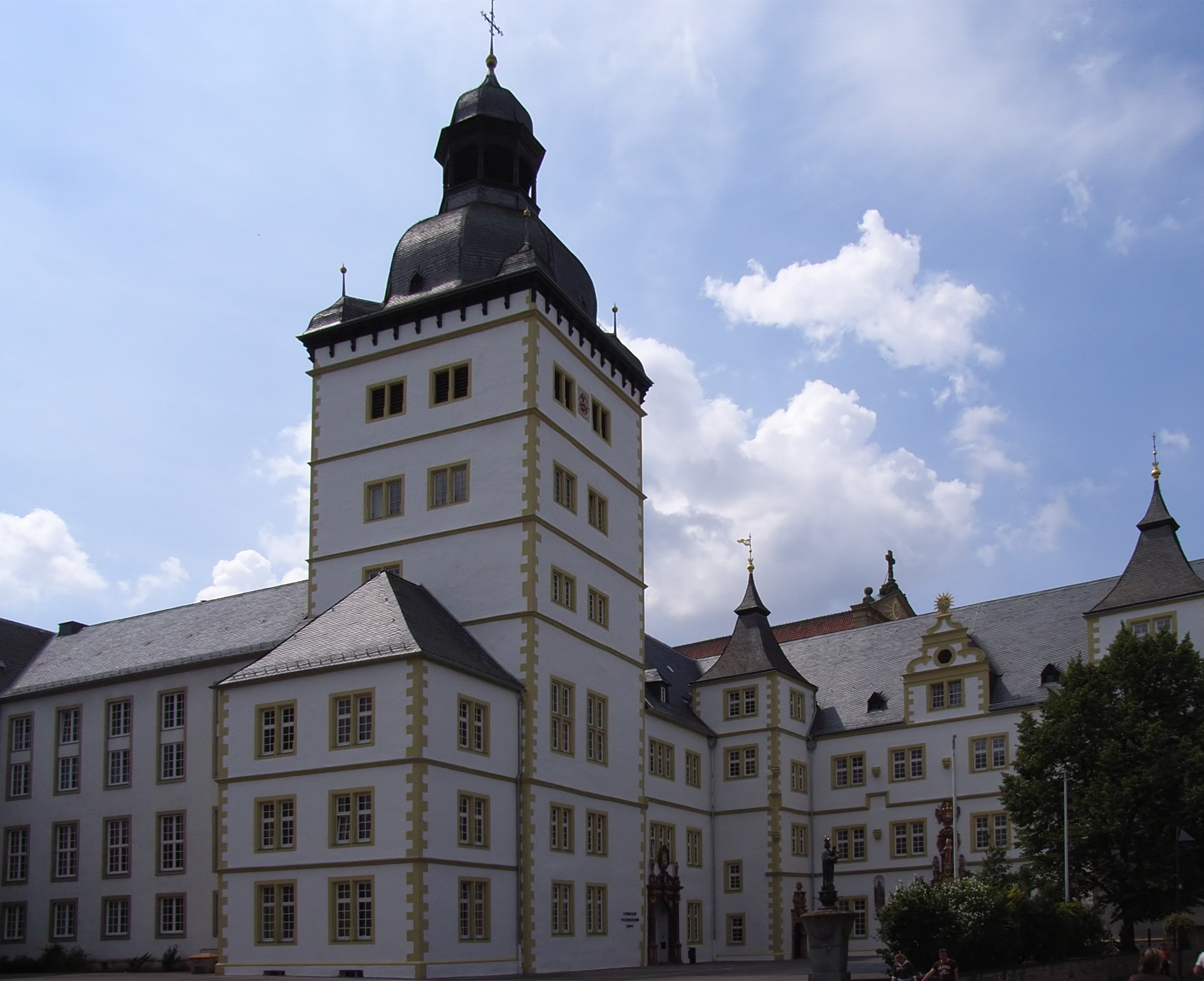
パーダーボルン・テオドリアヌム

#### ギムナジウム
ギムナジウム・テオドリアヌム、ギムナジウム・シュロス・ノイハウス、ライスマン＝ギムナジウム、ペリツェウス＝ギムナジウム、ゲーデラー＝ギムナジウム、ヴェストファーレン＝コレーク・パーダーボルン、ギムナジウム＝聖ミヒャエル

#### 実科学校
聖ミヒャエル実科学校、ジュートシュタット実科学校、リーゼ＝マイトナー実科学校、シュロス・ノイハウス実科学校、フォン＝フュルステンベルク実科学校、卒後教育補習実科夜間学校

#### 本課程学校
ボニファティウス＝ツェントルム本課程学校、ゲオルク本課程学校、マストブルーフ本課程学校

#### 基礎課程学校
市内には、合計 21校の基礎課程学校がある。

### 交通

ノルトライン＝ヴェストファーレン州の主要空港配置図

#### 航空
パーダーボルンの市境から南西に約 15 km 離れたビューレン市アーデン市区近郊にあるパーダーボルン/リップシュタット空港は、ミュンヘンとを結ぶ定期便の他に南のリゾートに向かうチャーター便が発着する。
この空港は、連邦道B1号線、空港接続道路および連邦アウトバーン A44号線ビューレン・インターチェンジ経由ですぐに行くことができる。中央駅からは1時間ごとに運行している高速バスを使えば20分で空港に到着できる。
市の南端にあるパーダーボルン＝ハクスターベルク飛行場は主に個人所有の飛行機や、航空スポーツに利用されている。

#### 道路
パーダーボルンは、アウトバーン A33号線の 5つのインターチェンジでアクセスできる。このアウトバーンは A2号線（オーバーハウゼン – ベルリン）と A44号線（ドルトムント – カッセル）とを結んでいる。
西側のドルトムント/ゾースト方面からこの街へは連邦道 B1号線を経由する。この道路は北東のデトモルト方面へ抜ける。東のヘクスター方面から連邦道 B64号線が利用でき、パーダーボルンを通って北西のミュンスター方面へ抜けてゆく。南のヴァールブルク/コルバッハ方面から連邦道 B68号線が通っている。

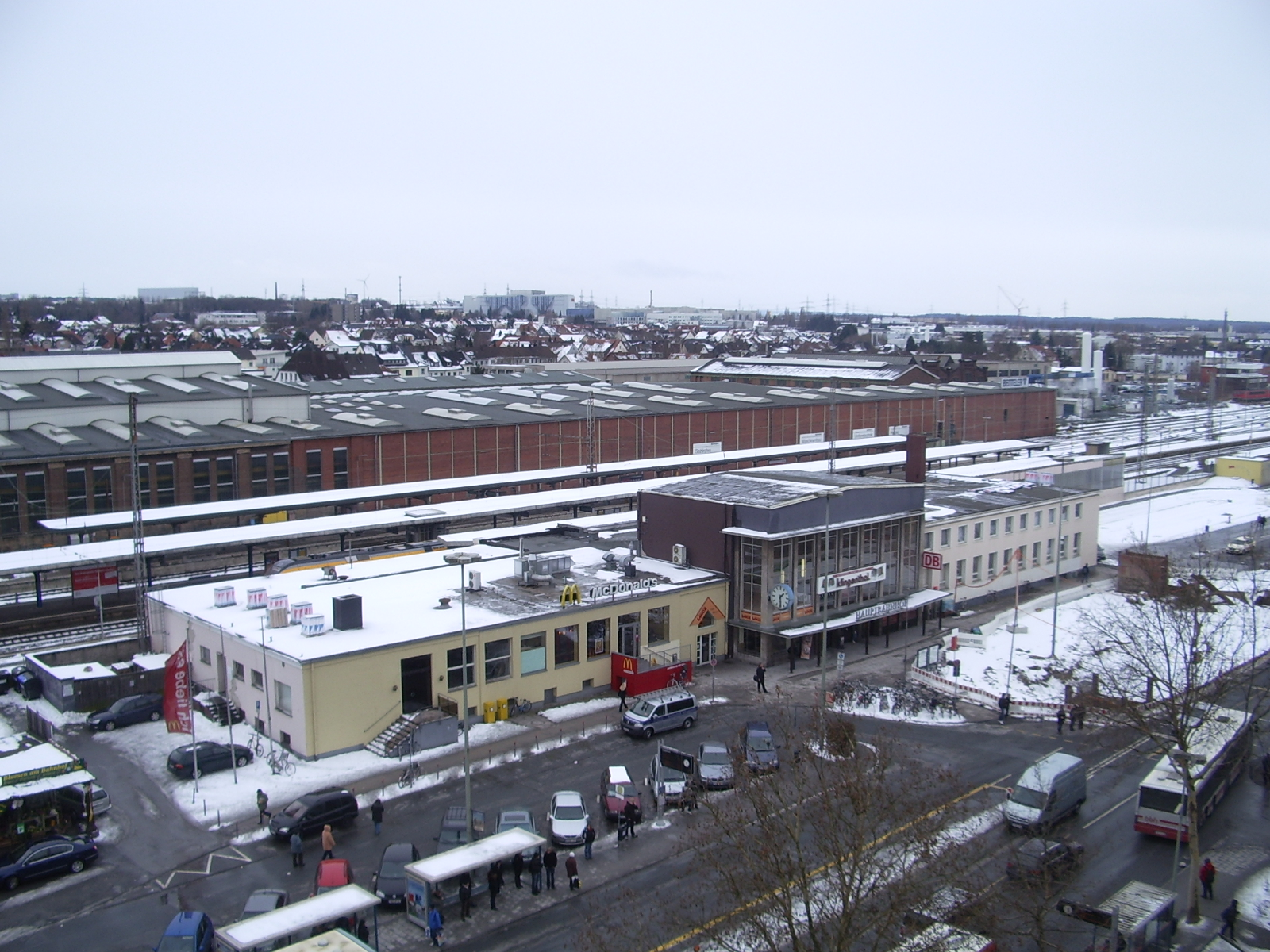
パーダーボルン中央駅

#### 鉄道
パーダーボルン中央駅は、ルール地方からテューリンゲン、ザクセンおよびベルリン方面を結ぶ中央ドイツ接続線の一部であるハム – ヴァールブルク線の駅である。この駅でビーレフェルトへ向かうゼンネ鉄道が分岐する。
この駅に停車する旅客鉄道交通は、IC デュッセルドルフ – ハム – カッセル – エアフルト – ベルリン – シュトラールズント（一部はエアフルト – ライプツィヒ – ドレスデン）である。近郊交通では、ハム – デュッセルドルフ、ヘルフォルト、ビーレフェルト、ヘクスター – ホルツミンデン、ヴァールブルク、ミュンスター行きのレギオナルエクスプレス (RE) やレギオナルバーン (RB) が利用できる。ハノーファーSバーンのS5号線 ハーメルン – ハノーファー中央駅 – ハノーファー空港行きはパーダーボルンが始点である。2010年末に RE1 のアーヘン – パーダーボルン間が延長された。この区間は2時間ごとに列車が運行している。この他に同じく2010年末にインターシティーエクスプレスが再び停車することになった。ドルトムントからパーダーボルン、カッセル、ヴュルツブルクを経由してミュンヘンまでの列車が1往復運行している。
ビーレフェルトへ向かうゼンネ鉄道には、内市街ではパーダーボルン・カッセラー・トーア駅、パーダーボルン北駅、市区ではパーダーボルン＝シュロス・ノイハウス駅、ゼンネラーガー駅がある。新駅であるパーダーボルン＝シュロス・ノイハウス駅は2008年10月30日に開業した。一方、2015年の時刻表改訂から、アウスベッセルングスヴェルク・パーダーボルンは使用されていない。新しい30分間隔の運行スケジュールのため、定期的な停車は割り当てられていないのである。ゼンネ鉄道をパーダーボルン＝リップシュタット空港まで延長する計画がある。しかしこの計画は多大なコストが必要となるため、パーダーボルン郡に却下されている。

#### 路面電車
パーダーボルンの路面電車は、1951年以降徐々に廃止されていった。

#### バス路線

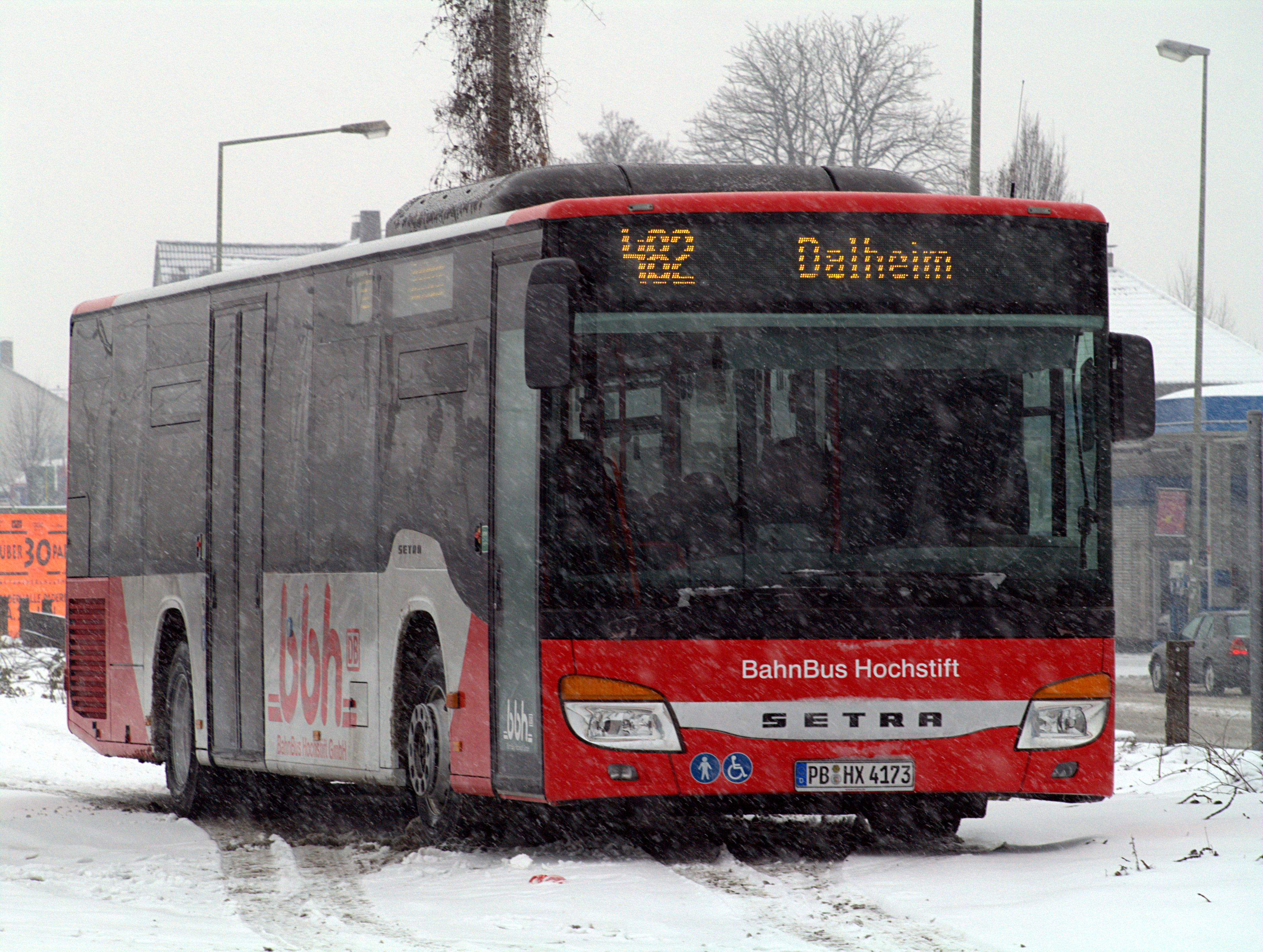
バーンブス・ホーホシュティフトのダルハイム行きバス

##### 市バス
道路旅客交通は、パーダーシュプリンターの市バスが担っている。パーダーボルンの市バスの「パーダーシュプリンター」(PaderSprinter) という名称は、2000年に当時のPESAG（パーダーボルン電力および市電AG）により採用されたもので、2003年に PESAG が E.ON ヴェストファーレンに併合された後も引き続き使われている。2016年1月現在、パーダーシュプリンターは主要13路線（日曜日は12路線）と支線7路線を運行しており、週末と休前日には、8本の市内夜行バスを走らせている。

##### ローカルバス
DBバーン・オストヴェストファーレン＝リッペ＝ブス（2008年11月1日まではバーンブス・ホーホシュティフト GmbH）は、デルブリュック行き、ヘーフェルホーフ行き、バート・リップシュプリンゲ行き、ボルヒェン行き、ビューレン行き、リヒテナウ経由ヴァールブルク行きのローカルバスを運行している。週末や休前日にはパーダーボルンからその他の郡内市町村やシュランゲンおよびバート・ドリーブルク行きの夜行急行バス10本を運行している。ただし、それらの市町村からパーダーボルンに戻るバスは、日中の通常のバスを利用しなければならない。

##### 運賃
すべてのローカル列車やバスは、パーダーボルン＝ヘクスター近郊交通連盟内の統一運賃（ホーホシュティフト運賃）で運行されている。

#### 自転車
2004年のパーダーボルンヘクスターの自転車交通率は、1経路1人あたり18 % で、ドイツの大都市平均値を上回った。学生が 10 % 程度であったにもかかわらず、学生以外の就労者や自動車を保有する非就労者の自転車利用率が高いことが特徴であった。2002年から自転車都市計画が立案された。

## 人物
名誉市民号は、ドイツ国大統領パウル・フォン・ヒンデンブルク（1933年）、パーダーボルン大司教のローレンツ・イェーガー（1856年）、連邦議会議長で旧連邦大臣ライナー・バルツェル（1984年）、パーダーボルン大司教ヨハネス・ヨアヒム・デーゲンハルト（1991年）に授与されている。

### 出身者

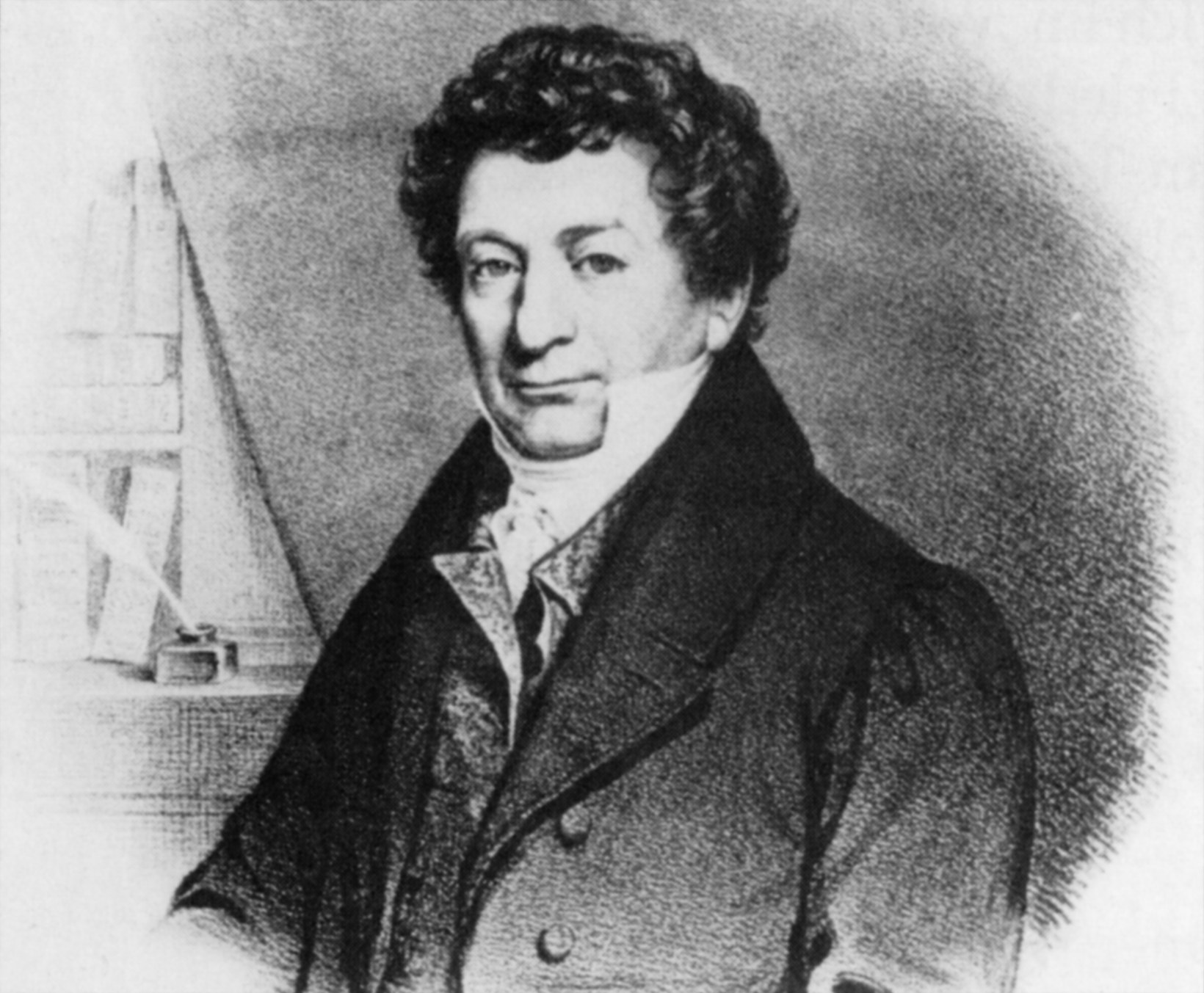
フリードリヒ・ゼルチュルナー

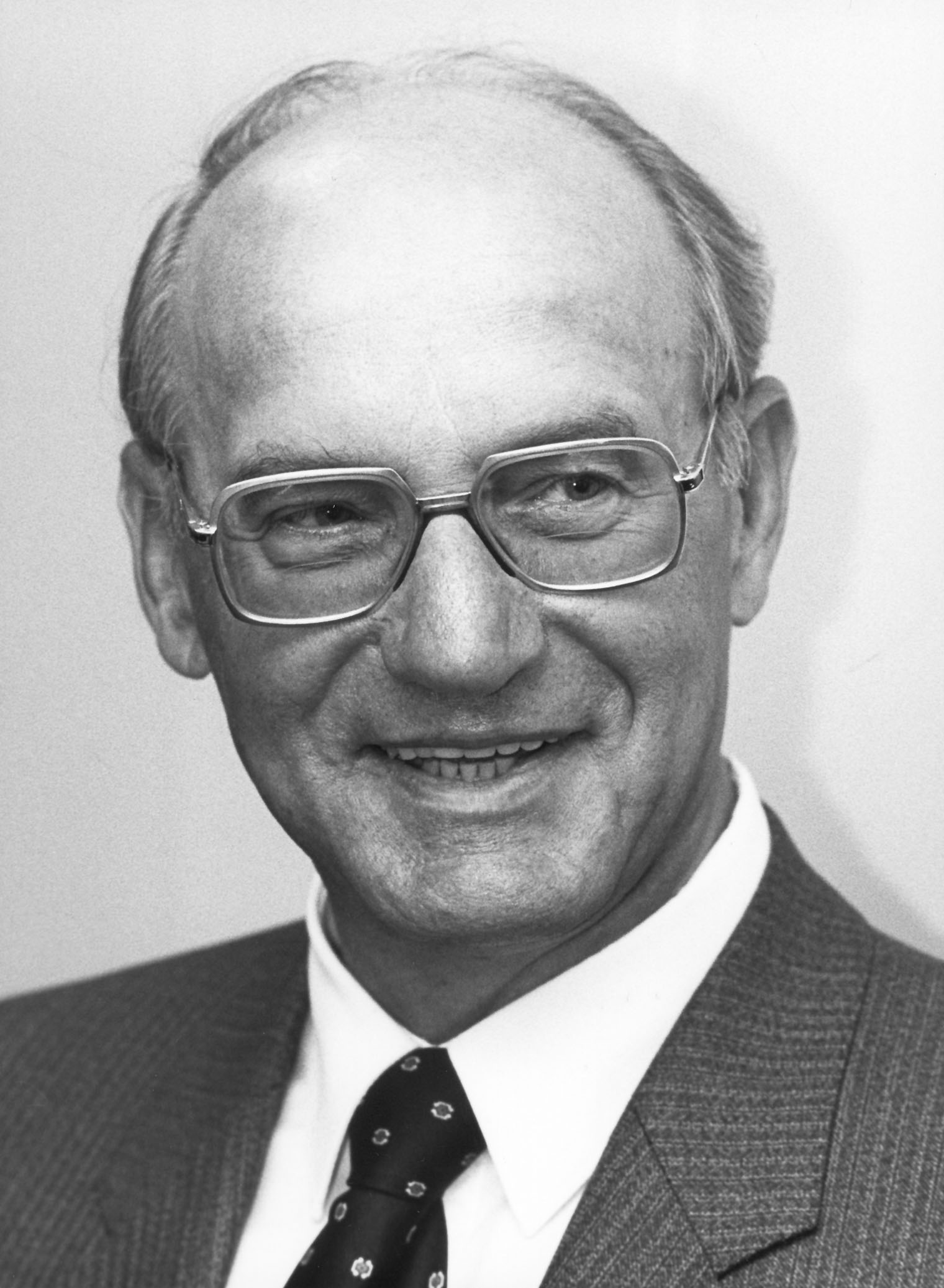
ハインツ・ニクスドルフ

- ハインリヒ・アルデグレーファー（1502年 – 1561年）銅版画家、画家
- ゾフィー・シュレーダー（ドイツ語版、英語版）（1781年 – 1868年）女優、歌手
- フリードリヒ・ゼルチュルナー（1783年 – 1841年）薬剤師、モルヒネの発見者
- ユリウス・フォン・フィッカー（ドイツ語版、英語版）（1826年 - 1902年）歴史家
- カール・フォン・プレッテンベルク（ドイツ語版、英語版）（1852年 - 1938年）プロイセン将校
- ヨーゼフ・ヴィルマー（ドイツ語版、英語版）（1901年 – 1944年）反ナチス運動家
- ハインツ・ニクスドルフ（1925年 – 1986年）コンピュータ開発者、企業家
- メヒチルト・ローテ（1947年 - ）SPDの政治家、欧州議会議員
- クラウス・エール（ドイツ語版、英語版）（1949年 - ）陸上競技選手、ミュンヘンオリンピック400メートルリレー走銅メダリスト
- フランツ＝ヨーゼフ・ボーデ（ドイツ語版、英語版）（1951年 - ）オスナブリュック司教
- ヘルミーネ・フントゥゲボールト（1957年 - ）映画監督
- ユーディト・ラーカース（ドイツ語版、英語版）（1976年 - ）ジャーナリスト、ニュースコメンテーター
- マーク・ブレイン（ドイツ語版、英語版）（1978年 - ）DJ、電子音楽プロデューサー
- アントニオ・ディ・サルヴォ（1979年 - ）イタリア人サッカー選手
- シュテファノ・ガリス（ドイツ語版、英語版）（1979年 - ）バスケットボール選手
- ルーカス・クルーゼ（1983年 - ）サッカー選手
- マヒル・サールク（ドイツ語版、英語版）（1983年 - ）トルコ人サッカー選手
- クリスティアン・シュトローディーク（ドイツ語版、英語版）（1988年 - ）サッカー選手
- トルガイ・アルスラン（1990年 - ）トルコ系ドイツ人サッカー選手
- ジャスミン グレーサー（ドイツ語版、英語版）（1992年 - ）カナダ人自転車ロードレース選手

### ゆかりの人物
- アルトマン・フォン・ナッサウ（ドイツ語版、英語版）（1015年頃 - 1091年）パッサウ司教
- ゲルハルト2世・ツー・リッペ（ドイツ語版、英語版）（1190年頃 - 1258年）ブレーメンおよびハンブルク大司教
- ヘルマン・フォン・ヘッセン（ドイツ語版、英語版）（1450年頃 - 1508年）ケルン大司教、パーダーボルン司教領主
- フリードリヒ・シュペー（ドイツ語版、英語版）（1591年 – 1635年）イエズス会神父、Cautio Criminalis の著者で拷問や魔女裁判に反対した最も有名な人物。
- ルイーゼ・ヘンゼル（ドイツ語版、英語版）（1798年 - 1876年）宗教詩の詩人
- フリードリヒ・ヴィルヘルム・ヴェーバー（ドイツ語版、英語版）（1813年 - 1894年）医師、政治家、詩人
- カール・ヴェイアーシュトラース（1815年 - 1897年）数学者
- パウリーネ・フォン・マリンクロット（ドイツ語版、英語版）（1817年 - 1881年）女子修道院創始者
- ヴィルヘルム・フォン・ヴェルダイアー（1836年 - 1921年）解剖学者
- エンゲルベルト・フンパーディンク（1854年 – 1921年）後期ロマン派の作曲家
- ヴィルヘルム・クーノ（1876年 - 1933年）ドイツ国首相
- フランツ・ヘングスバッハ（ドイツ語版、英語版）（1910年 - 1991年）エッセン司教
- ヘルマー・フランク（ドイツ語版、英語版）（1993年 - 2013年）数学者、サイバネティックス学者
- オイゲン・ドレーヴァーマン（ドイツ語版、英語版）（1940年 - ）教会批評家、神学者、神父
- ハインツ・ヨーゼフ・アルガーミッセン（ドイツ語版、英語版）（1943年 - ）フルダ司教
- カルステン・ペーター・ティーデ（ドイツ語版、英語版）（1952年 - 2004年）文芸学者、歴史家、パピルス学
- ラインハルト・マルクス（ドイツ語版、英語版）（1953年 - ）ミュンヘンおよびフライジング大司教